# История Ленинграда середины XX века

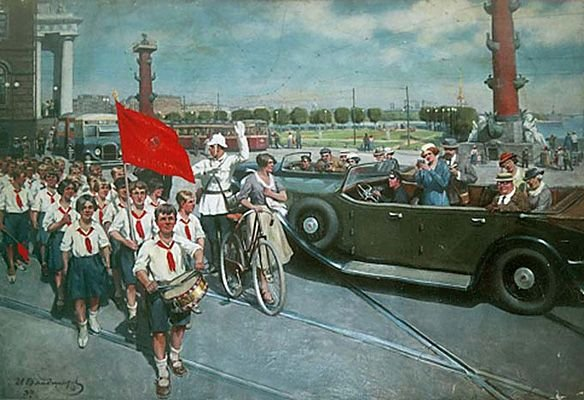
Туристы наблюдают за прохождением пионеров по Стрелке Васильевского острова

История Ленинграда середины XX века охватывает период в истории развития Ленинграда в период правления Иосифа Сталина с 1920-х по 1950-е годы. В данный период шло развитие города в условиях сталинской диктатуры и плановой экономики. Основная часть населения жила в коммунальных квартирах, шло строительство новых жилых кварталов в городской периферии взамен рабочих трущоб. Здания раннего периода строились в стиле конструктивизма, поздние — сталинского неоклассицизма. В городе шло активное развитие всеобщего образования, строились дома культуры, государственная пропаганда проникала во все сферы жизни и общества. Хотя Ленинград после революции утратил столичный статус, он продолжал играть крайне важную экономическую, научную, образовательную и культурную роль в СССР.
Шла борьба с религией, разрушались церкви. В городе активно развивался общественный транспорт, появились автобусы, троллейбусы, аэропорт, первая ветка метро. Центр города планировалось перенести на юг и сделать Московский проспект центральной улицей Ленинграда. Данные планы были прерваны Великой отечественной войной и блокадой Ленинграда, когда город перенёс значительные разрушения и массовую гибель горожан от голода.
Вместе установлением плановой экономики, ленинградцы, как и остальные жители СССР столкнулись с острым товарным дефицитом, длинные очереди в магазины стали обыденностью, товарный дефицит сильно понижал качество жизни горожан. Ленинградцы также страдали от сталинских репрессий и от этого жили в атмосфере страха.

## Периоды

### 1920—1940-е года
К моменту восхода на должность руководителя СССР Иосифа Сталина, Петроград — Ленинград в течение десятилетия после Октябрьской революции пережил гражданскую войну, глубокий упадок и после него восстановление вместе с введением новой экономической политики, город. Утратив положение столицы падшей Российской империи, Ленинград приспосабливался к существованию в условиях социалистического режима и плановой экономики с 1930-х годов. Сам исторический центр города постепенно приходил в упадок, развитие Ленинграда шло «вширь», трущобные рабочие районы постепенно заменялись новыми квартальными жилыми районами, ранние кварталы были выдержаны в стиле конструктивизма, «сталинки» начали появляться ближе к концу 30-х годов. Скорость ввода нового жилья выросла к концу 1930-х годов и продолжила расти в послевоенное время. Данные кварталы в будущем будут признаны классикой архитектуры XX века. Религия была запрещена, в Ленинграде шёл массовый снос церквей.

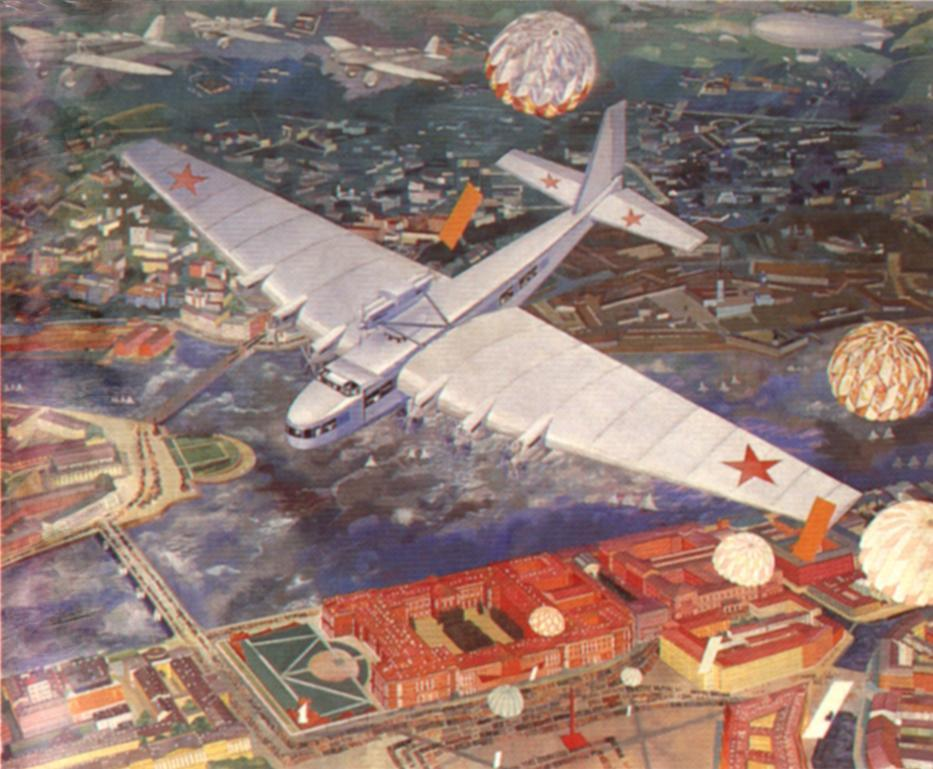
Купцов, полёт над Ленинградом, 1935 год

Совершенствовалась водная сеть, появилась полноценная канализация. В центре Ленинграда шло активное озеленение, появлялись парки, дороги начали активно закатывать в асфальт. На юге за обводным каналом было задумано построить серию районов, не уступавших по размерам историческому центру и перенести центр города на юг, сделав Московский проспект центральной улицей города. Тем не менее осуществление данного плана было сорвано начавшейся Великой отечественной войной.

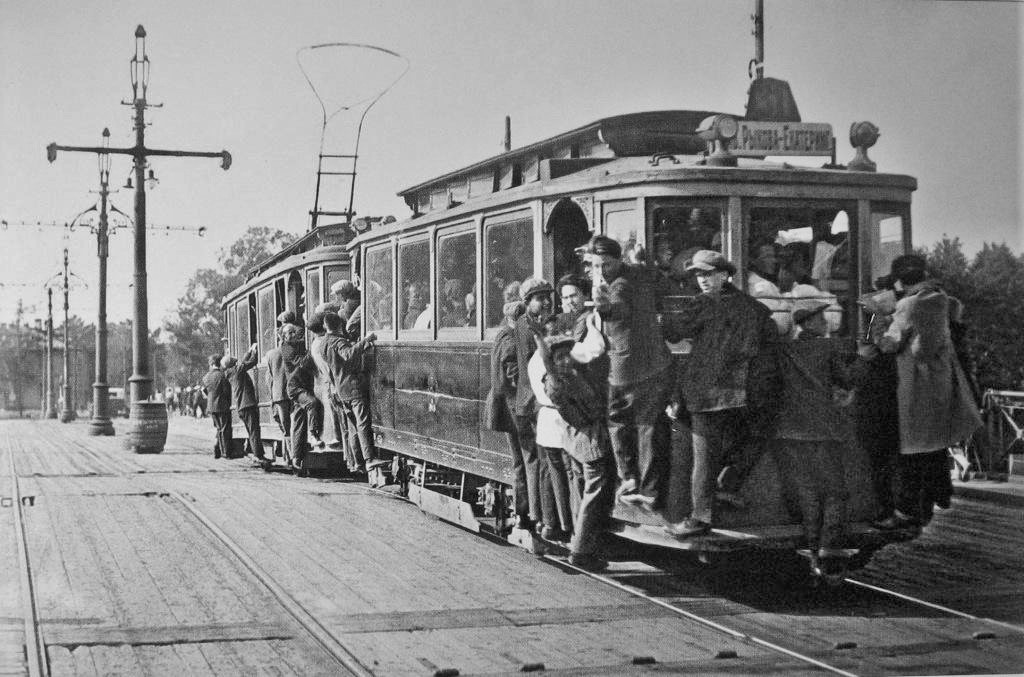
Люди висят на трамвае, 1933 год

Шло активное развитие общественного транспорта, трамвайная сеть была расширена в несколько раз, железнодорожную сеть начали электрифицировать, появились общественные автобусы и первые троллейбусные линии, был открыт аэропорт.
В Ленинграде шло активное развитие социальной инфраструктуры, была налажена система детских садов, введено обязательное среднее образование, было открыто множество вузов. В Ленинграде сохранялось и процветало театральное искусство, большой популярностью пользовался кинематограф, в Ленинграде выпускали одни из лучших фильмов времён сталинского СССР. В городе продолжали работать дореволюционные музеи и открывались новые, однако партийное руководство массово распродавало шедевры музейных экспонатов для финансирования пятилеток. В Ленинграде продолжало существовать сформированное ещё до революции здравоохранение, однако оно не развивалось и деградировало из-за массовых репрессий врачей
К середине 1930-х годов в Ленинграде были консульства Великобритании, Германии, Финляндии, Эстонии, Италии, Латвии, Норвегии, Польши и Швеции.
Основная часть населения продолжала жить в бывших доходных домах дореволюционного Петербурга и пользоваться унаследованной с царских времён инфраструктурой. Сохранялся жилищный кризис, скорость ввода жилья не успевала за ростом населения, средняя жилая площадь более половины населения составляла 5 м². Серьёзной проблемой для Ленинграда оставался низкий уровень жизни, острый дефицит и дороговизна продуктов с промтоварами. Ленинградцы жили в условиях постоянного недоедания. Постоянной угрозой оставались сталинские репрессии, достигшие особого размаха в конце 1930-х годов. В период с 1935 по 1940 годы в Ленинграде было репрессировано 68 088 человек. Жилищный кризис, товарный дефицит вкупе с массовыми репрессиями толкали население на пьянство, наркоманию и другие формы девиантного поведения.

### Блокада Ленинграда

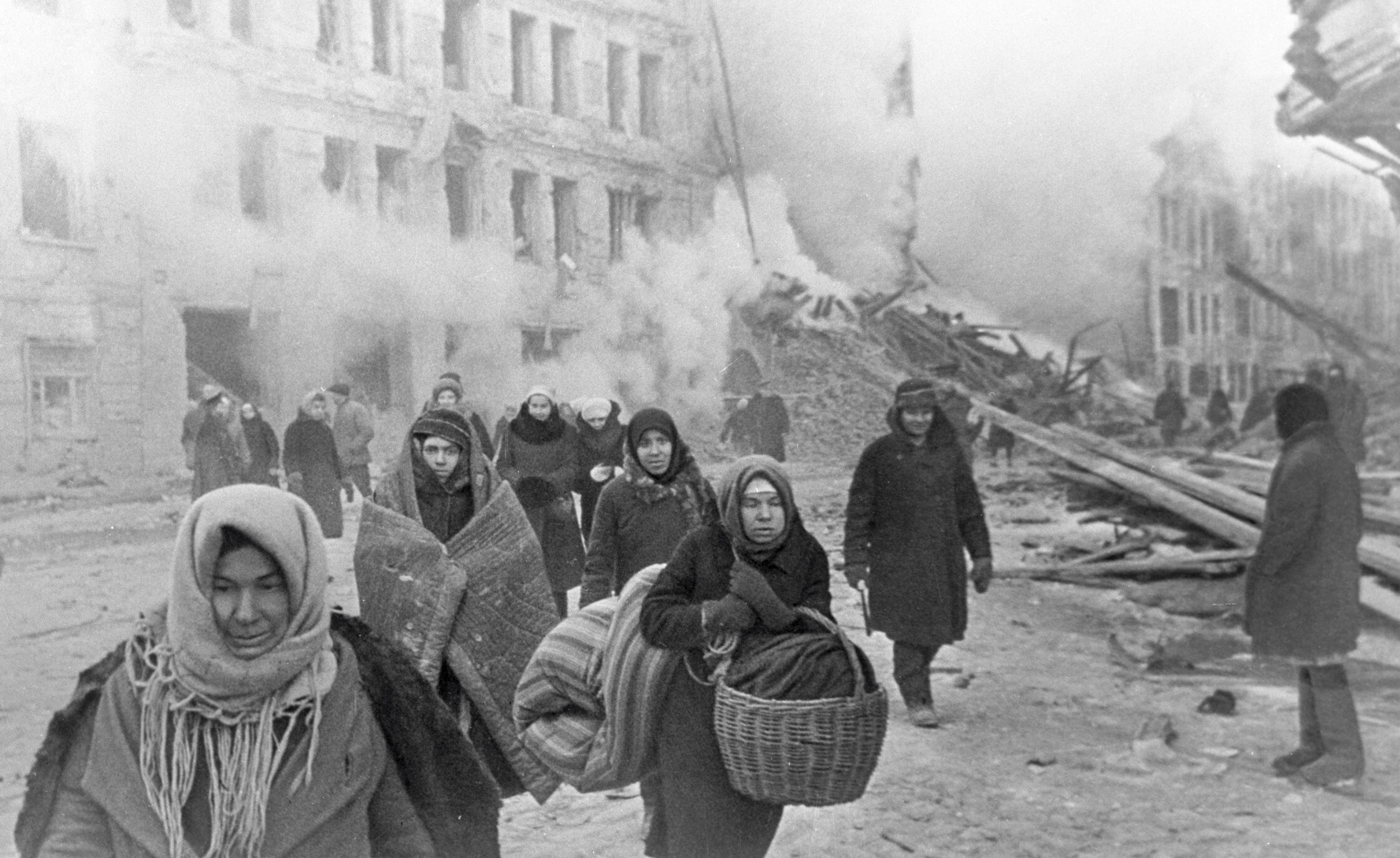
Блокада Ленинграда, после бомбардировки, 1942 год

Во время Великой Отечественной войны 10 июля 1941 года немецкие войска начали наступление к Ленинграду с рубежа реки Великая. 31 июля на Карельском перешейке на Ленинград начали наступать финские войска. 19 августа немцы заняли Новгород, 20 августа они заняли Чудово и перерезали шоссе и железную дорогу Москва — Ленинград. Овладев 8 сентября Шлиссельбургом (Петрокрепостью), германские войска окружили Ленинград, он оказался в блокаде.
При наступлении на Ленинград был устроен Лужский оборонительный рубеж под руководством Пантелеймона Зайцева. Оборонительный рубеж нарушил планы немецких войск по захвату города. Уже в августе 1941 года немцы задумывали провести в Ленинграде военный парад. У немцев отсутствовал чёткий план по тому, что делать в Ленинградом после его завоевания, Гитлер настаивал на уничтожении города, как рассадника большевизма и «азиатства» в Европе, блокада Ленинграда осуществлялась намеренно для того, чтобы заморить его население голодом. Финляндия настаивала на том, чтобы провести границу на Неве.
Ожесточённая борьба за город велась в течение трёх лет — с июля 1941 по август 1944 года. На линии фронта оказалось много южных пригородов Ленинграда — Красное Село, Пушкин, Колпино и т. д., которые понесли значительные разрушения. Важную роль в удержании линии фронта играло удержание советскими войсками пулковских высот, с которых был виден город. В июне 1942 года в рамках операции «Искра» впервые было прорвано кольцо немецких войск, позволив объединиться ленинградскому и волховскому фронтам. Блокада была прорвана, в январе 1943 года, что позволило восстановить сухопутную связь с материковой частью. Снятие блокады завершилось 17 января 1944 года, кольцо вражеских войск рассыпалось и немцы отошли от Ленинграда, в августе были выбиты финские войска из Карельского перешейка.
Блокада Ленинграда сопровождалась беспрецедентной в истории города гуманитарной катастрофой, в которой оценочно умерло от 641 000 до 1 000 000 человек. Люди массово гибли от голода, холода и бомбёжек.

### 1945—1950-е годы

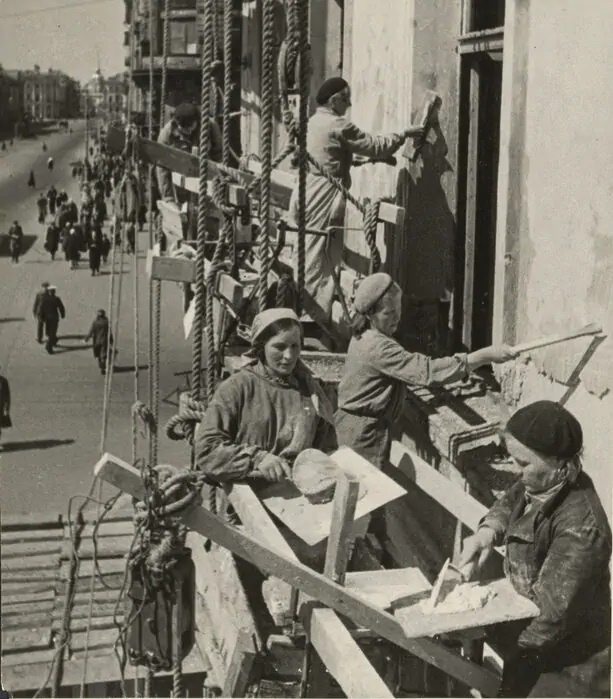
Восстановительные работы по Невскому проспекту, 1945 год

После окончания Второй Мировой Войны СССР, в том числе и Ленинград ощущали на себе последствия общественного регресса, война спровоцировала задержку в развитии социальной сферы на следующие десятилетия. Ленинград оправлялся от последствий блокады, восстановление города стало приоритетной задачей, к которой была привлечена значительная часть возвращавшихся в город горожан. Жилищная ситуация ухудшилась, восстановление жилищного фонда и основательно разрушенных южных пригородов Ленинграда закончится только 1960-е годы.
Велось активное строительство новых жилых районов. Восстанавливалась довоенная городская жизнь, ремонтировались остановленные в годы войны водопровод, канализация и электричество, позволяя вместе с этим вводить в строй сохранившеюся инфраструктуру и промышленность. В процессе реставрации города, общественность и руководство начали пересматривать своё отношение к дореволюционным постройкам, как к пережитку старого режима, признавая в них объекты культурного наследия. Велось строительство метро, вскоре после смерти Сталина, была открыта первая ветка Метро.
После того, как ленинградское руководство задумало создать собственную партию, в рамках ленинградского дела были проведены массовые чистки. Обсуждение подвигов ленинградцев и блокады Ленинграда по мнению центрального советского руководства принижало роль Сталина и Москвы в победе над немецкими войсками и было запрещено. После смерти Сталина в Ленинграде шло развенчание культа его личности и реабилитация репрессированных, в городе было снесено множество памятников Сталину.

## Город
В период правления Сталина границы города были расширены, в рамках реконструкции или в результате боевых действий во время обороны Ленинграда исчезли многие старые пригородные и трущобные деревянные кварталы и на их месте возводились новые жилые кварталы, в отличие от дореволюционной постройки новые дома строились на расстоянии друг от друга для образования зелёных зон вокруг зданий вместо тёмных дворов. Начала массово появляться квартальная застройка. Ранние кварталы были выдержаны в стиле конструктивизма, которые были заменены сталинским ампиром, интенсивность застройки особенно выросла после войны. В годы войны был уничтожен практически весь оставшийся деревянный жилой фонд Ленинграда, многие деревянные здания оказались на линии фронта, сгорели или были разобраны на дрова.

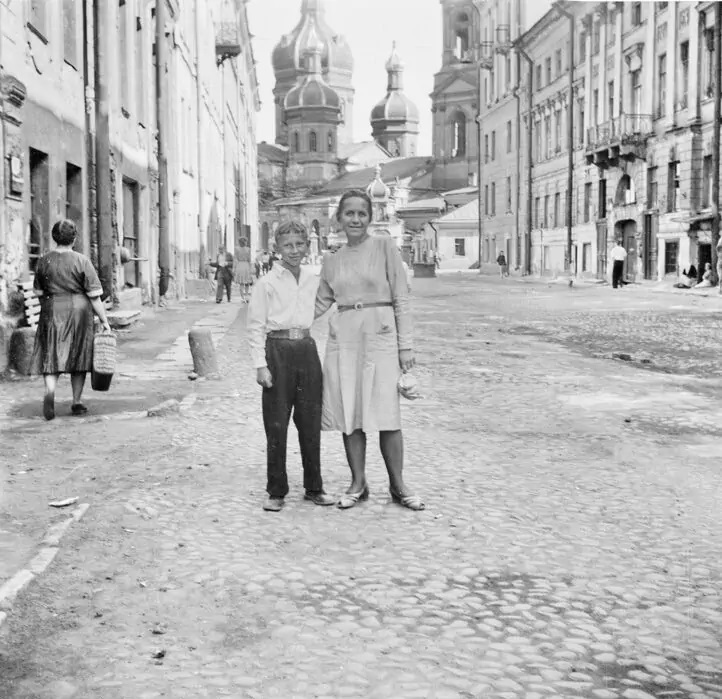
Улица Петра Алексеева, на улице видно ещё дореволюционное благоустройство и Церковь Спаса на Сенной, 1950 год.

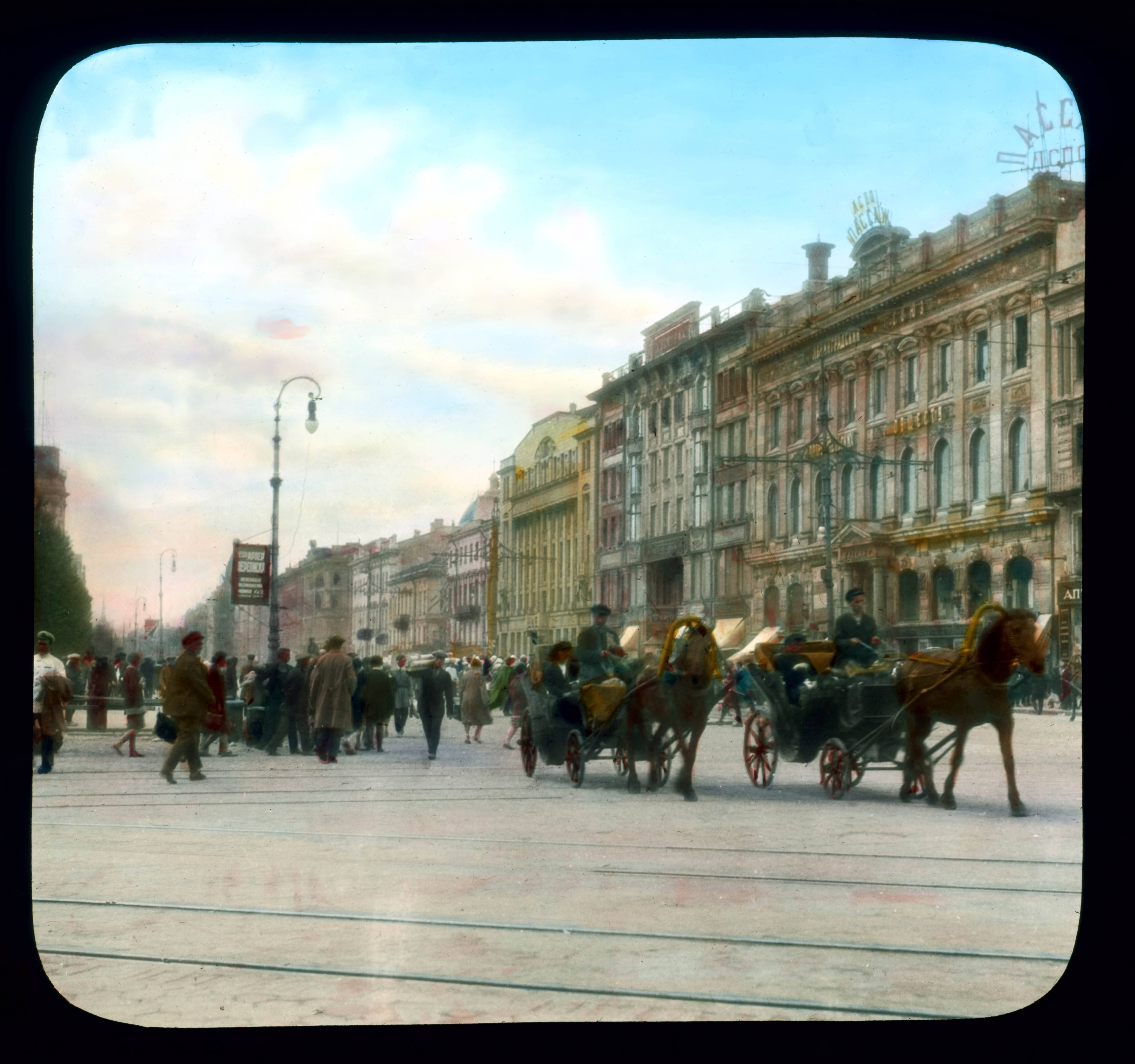
Проспект 25 октября, 1931 год

Исторический центр города остался прежним, хотя появились некоторые изменения. Исчезли многие памятники членам царской семьи, хотя исторические знаковые памятники, такие как например Медный всадник или памятник Екатерине II не были тронуты. На Марсовом поле был сооружён монумент в честь погибших во время революции и гражданской войны. Массовым разорениям подвергались церкви, многие из них были разрушены или лишились крестов, многие церкви приспособили под учреждения или склады. В 1930-е годы Крестовский остров оставался окраиной, где преимущественно жили коренные петербуржцы, праздновавшие христианские праздники, до 1932 году на острове не было канализации, электричества и водопровода.
Дореволюционные здания приходили в ветхое состояние и растеряли свой блеск. В результате массового сноса церквей, Ленинград растерял свои многие архитектурные доминанты, в качестве замены предлагалось строить здания со шпилями в сталинском ампире, но большинство из предложенных планов не было реализовано.  В городе сохранялось множество помещений дореволюционных лавочек, которые приходили в ветхое состояние. После массового переименования улиц, возникала путаница в ориентации, так как многие жители продолжали использовать дореволюционные названия улиц. Новые советские названия использовали только новоприбывшие, горожане.
В годы блокады было разрушено и повреждено около 200 исторический зданий, в том числе Зимний дворец, Адмиралтейство, Инженерный замок и Исаакиевский собор, около трети жилых домов было повреждено, были повреждены десятки научных учреждений и около 200 детских учреждений. Город опустел как и в годы гражданской войны. Дома и памятники закладывали мешками с песком для защиты от бомбардировок. Для защиты от бомбёжек прекратили освещение городских улиц, город погружался ночью во тьму. Важные городские объекты прятали под маскирующие сетки. С постаментов были сняты многие памятники, шпили соборов красили в серые тона. Под больничные корпуса приспосабливали многие общественные здания.
После войны шла масштабная реставрация города и заводов, в которой принимала участие большая часть населения Ленинграда. Люди устраивали субботники для разбора руин. Восстанавливались многие исторические здания, так как они оказались под угрозой разрушения, одновременно шло строительство новых жилых районов для решения жилищного кризиса в рамках общего градостроительного плана. Первостепенной задачей для ленинградского руководства было также сохранение исторических памятников, пострадавших во время войны.

### Градостроительство
Конец 1920-х годов стал переходным этапом в истории градостроительства. На протяжении двух предыдущих веков городские здания строились единой линией фасадов вдоль улиц, со второй половины XIX века городскую ткань формировали многочисленные доходные дома с тёмными дворами — колодцами и построенные у заводов трущобы для рабочих. Отныне строительство новых районов велось по правилам тогда ещё формировавшейся советской урбанистики — а именно возведение микрорайонов — городков в городе, унифицированных жилмассивов с низкой плотностью застройки и социальными учреждениями при них — магазинами, школами, детскими садами, яслями итд. Между домами соблюдалось открытое пространство с обширными и продуваемыми дворами и чтобы в окна всех квартир попадал свет. Первые прообразы микрорайонов строились на месте рабочих трущоб рядом с заводами. Это были Жилмассив на Тракторной улице или Палевский жилмассив. Жилмассивы строились также в бывших пригородных территориях на месте Крестовского острова, Чёрной речки, на Охте, Гражданке и Купчине и часто соседствовали с дачными участками и огородами. Новые жилмассивы выделялись обилием зелёных участков вокруг зданий на фоне дореволюционной постройки.
В районах новостроек возводили дома и дворцы культуры, где жители могли отдыхать и просвещаться. Рядом с первыми жилмассивами строили фабрики-кухни, где с помощью новейших технологий того времени готовили еду для всех жителей жилмассива, например это был Кировский универмаг.

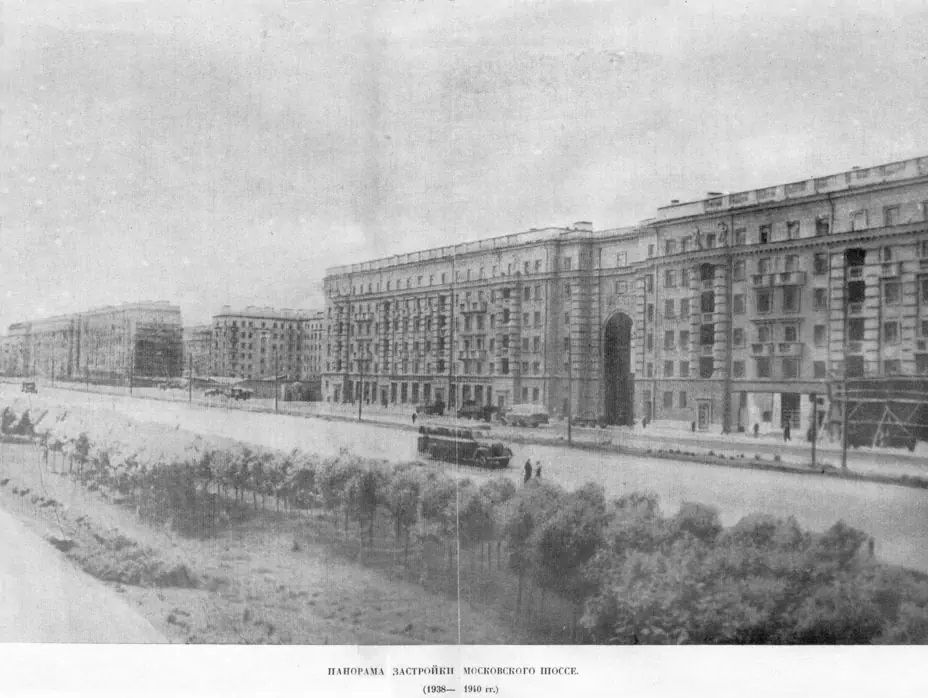
Жилые дома на Московском проспекте, 1938—1940 годы

В 1930-е годы Ленинград задумывалось превратить в образцовый социалистический город. Началась разработка генерального плана по строительству нового массивного района на юге за Обводным каналом на месте существовавшей тогда трущобной и промышленной постройки, в него предполагалось перенести городской центр. Новые районы должны были строиться за линией затопления во время наводнений. По задумке новый образцовый район противопоставлялся историческому центру. Было спроектировано (но так и не реализовано) трёхлучие, формировавшееся Московским проспектом, проспектами Стачек и Обуховской обороны, эти проспекты должны были бы пересекаться огромной дуговой магистралью, параллельно которой задумывалось прорыть новый канал, в местах пересечения лучей и вдоль каналов предлагалось создать обширные парковые пространства. Место пересечения проспектов должно было стать новым центром Ленинграда, главную площадь венчал Дом Советов, на этом месте была создана Московская площадь. Три проспекта по задумке должны были бы стать новыми главными магистралями Ленинграда. Задумывавшаяся, как главная улица — Московский проспект, должен был встречать гостей города. В рамках претворения генплана к уничтожению планировались городские кладбища для устройства на их территории парков. Были уничтожены Метрофаниевское, Малоохинское кладбища, но не успели уничтожить Волковское и Александро Невской лавры кладбища. К реализации генерального плана приступили в 1936 году, но она была заторможена начавшейся Советско-Финской войной и прекращена вместе с начавшейся Второй мировой войной.
Часть исторического центра было решено сохранить, точнее районы и здания эпохи барокко и классицизма кроме церквей. Здания в стиле эклектики и модерна считались декадентскими и поэтому подлежали сносу. Некоторые пограничные районы исторического центра предлагалось полностью снести и заменить сталинской постройкой, например территории вокруг Сенной площади.
В новый район задумывалось переселить часть населения исторического центра, чтобы разгрузить коммунальные квартиры. Перенос городского центра на юг имел и практическую цель, так как данный район не затапливался в случае наводнения и располагался дальше от финской территории в случае возможных артиллерийских обстрелов. С 1937 по 1940 годы было введено 750 тысяч квадратных метров жилья. К 1941 году было построено 25 здания для техникумов и вузов, 245 школ, 235 детских садов и яслей, 17 дворцов культуры, театров и кинотеатров, более 50 общественных бань. В целом претворение генерального плана осуществлялось медленно в условиях отсутствия финансирования, строительство Ленинграда в отличие от Москвы не финансировалось центральными органами СССР. Количество введённого жилья не было способно решить назревающую проблему перенаселённости исторического центра. Например в 1939 году были построены лишь 42 каменных дома с ~ 400 квартирами.
Общий размер городского обобществлённого жилого фонда Ленинграда на 1940 год составлял 16,6 млн м²; 14,6 млн м² на 1945 год  — площадь уменьшилась в результате бомбардировок, артобстрелов, а также сноса большого числа деревянных зданий, использованных для отопления во время блокады. В 1953 году площадь жилого фонда составила 16,0 млн м², всё ещё не достигнув довоенных значений. 
Вдоль Московского проспекта удалось сформировать новый архитектурный ансамбль, который должен был «встречать» прибывавших в Ленинград гостей. Московский проспект задумывался, как новый центр социалистического города и его витрина вместо Невского проспекта. Для расширения площади улицы была разобрана арка Московских ворот, в итоге заново установленная в 1960 году. Из всех

### После блокады
Генеральный план не был осуществлён в полной мере из-за начавшейся второй мировой войны. Было решено отказаться от идеи переноса центра города на юг, проект в основном был сконцентрирован на восстановлении центра города от военных действий. Восстанавливались промышленные кварталы и жилые массивы. Была разработана пятилетка плана по восстановлению Ленинграда, согласно плану Ленинград должен был быть восстановлен, как промышленный и культурный центр СССР. Реконструировались некоторые старинные городские ансамбли. Из всех проектов по созданию новых магистралей была реализована только центральная дуговая магистраль с Володарским мостом.

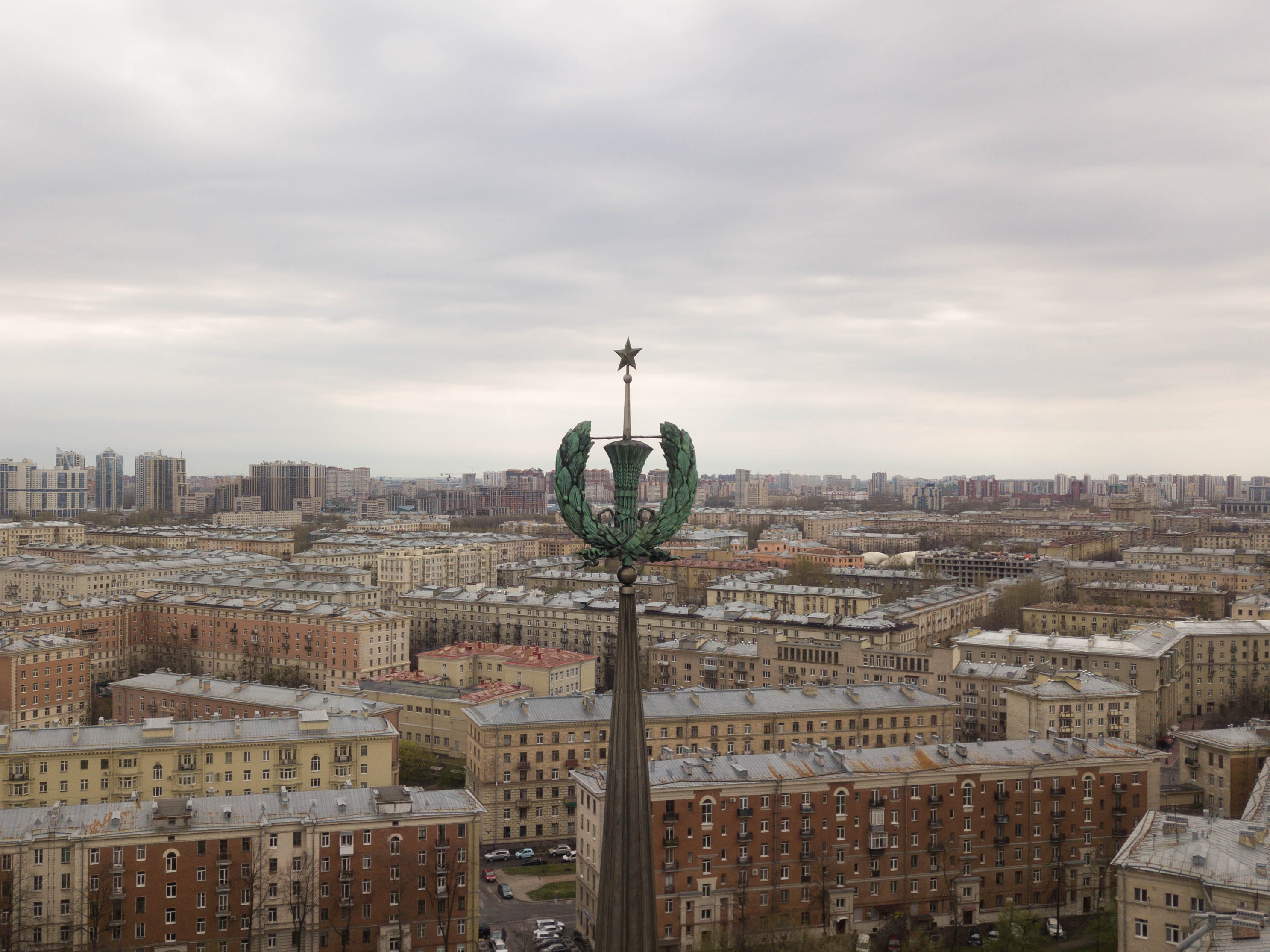
Вид на сталинские постройки со стороны Московского проспекта

На главных магистралях городских окраин строились кварталы малоэтажной застройки. Вдоль Московского проспекта продолжалось компактное строительство новых городских ансамблей. Интенсивное строительство шло на востоке в районе Большой и Малой Охты, на юго-востоке по обеим берегам Невы, юго-западе по проспекту Стачек до Автово, на севере — вдоль проспектов Энгельса и Приморского. В планы входило и развитие Петродворца, Пушкина, Колпино, Сестрорецка и Зеленогорска и их интеграцию в город.
Активнее всего застраивались наиболее пострадавшие и опустошённые боевыми действиями городские участки. Шло активное строительство малоэтажных коттеджных районов в северной части города — на Белевском поле, Щемиловке, Невском районе, Большой охте, проспекте Энгельса, Волковской, Новой деревне, Стрельне, Урицке и Сосновой поляне. Силами немецких военнопленных выстраивались новые кварталы, от чего их начали называть немецкими коттеджами. Город активно раздвигал свои границы, от чего промышленный пояс начал поглощаться городом, на повестку дня встали споры относительно соседства жилых и промышленных построек и как шум и копоть от фабрик будут сказываться на качестве жизни жителей соседних районов. Фабрики столкнулись с нехваткой территории при расширении производства в старом промышленным кольце, некоторые из них реконструировались для лучшей шумоизоляции. Площадь города в сравнении с 1939 годом выросла с 325 кв. километров до 389 кв. километров к 1959 году.
Тем не менее строящегося жилья по-прежнему не хватало и основная часть населения продолжала жить в коммунальных квартирах. Темпы реализации пятилетки отставали от заявленных планов. Ленинграду в годы блокады был причинён настолько масштабный вред, что реставрации разрушенных войной зданий закончились в начале 1960-х годов. Пригороды Пушкин, Петергоф и Павловск были настолько масштабно разрушены, что вставал вопрос о целесообразности их восстановления.

## Архитектура

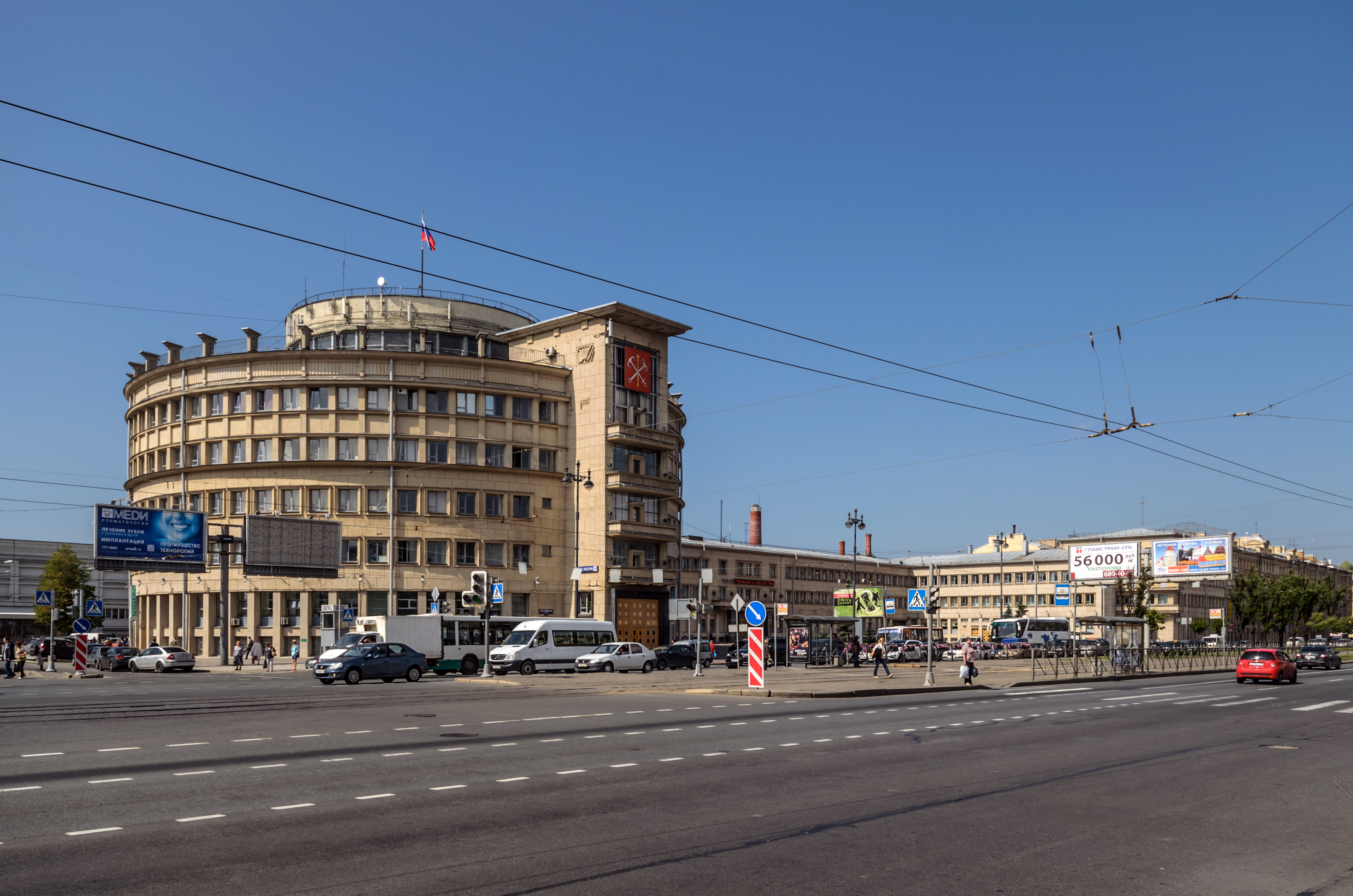
Московский райсовет, образец позднего конструктивизма с элементами сталинского ампира.

Сталинский период правления условно делится на два основных архитектурных этапа — ранний период конструктивизма длившейся с середины 20-х и начала 30-х годов и поздний период сталинского неоклассицизма или ампира длившейся до 50-х годов. Активное строительство новых рабочих жилых районов началось ещё с 1925 года. Советская архитектура была тесно связана со строительством новых жилых массивов и ансамблей и переплеталась с урбанистикой. Принципиальное отличие советской архитектуры от дореволюционной — архитектурное единство, принцип ансамблевости и организация просторного междомового пространства с акцентом на озеленение, замена тесных и тёмных дворов — колодцев просторными скверами. Если ранняя конструктивистская архитектура опиралась на экономность и практичность, то поздняя сталинская архитектура — это консервативный откат к канонам классицизма и роскоши в оформлении фасадов. В ранний советский период поощрялось участие только отечественных архитекторов в крупных проектах, строительство фабрики Красное знамя по проекту немецкого архитектора Эриха Мендельсона вызвало скандальную и протестную реакцию в среде ленинградских архитекторов.

### Конструктивизм
Конструктивизм зародился как стремление найти новые архитектурные формы, противопоставлявшиеся дореволюционным. Так как основным заказчиком выступало государство, главные памятники авангарда — это общественные здания, магазины, дома культуры, бани, административные учреждения. Конструктивистские здания выделялись минимализмом в оформлении их фасадов, индивидуальность проектам обеспечивала резкая и бросающаяся в глаза геометричность в структуре здания с прямоугольными или полукруглыми формами, которые как правило соответствовали функциональным потребностям здания. Таким постройкам свойственно сопряжение геометрических форм, где главным украшением выступали окна. Конструктивизм в своей концепции был похож на немецкий баухаус. Конструктивистские здания отражали идею победы социалистических идей, веру в незыблемость нового порядка. При строительстве зданий использовали бетон с металлическими конструкциями и стекло. Конструктивистские здания задумывались, как экономные, но и практичные. Ленинградский конструктивизм тесно связан с проектами рабочих жилых застроек и идеи воплощения коллективного быта, где при жилых квартирах располагались общественные столовые, купальни и места для отдыха. Часто в стремлении экономии средств постройки получались некачественными и их приходилось переделывать. Выдающийся архитектор эпохи — Яков Чернихов с его самым известным проектом канатного цех с водонапорной башней завода «Красный гвоздильщик».
Начали разрабатываться проекты типовых панельных многоэтажных зданий, но эти проекты были свёрнуты вместе с переходом к сталинскому неоклассицизму. Многими постройками эпохи конструктивизма являются заводы, общественные здания и дома культуры. Знаковыми памятниками архитектурной эпохи является завод "Красный гвоздильщик", Дворец культуры имени Горького, Школа имени 10-летия Октября, Кировский универмаг

Выделяются несколько этапов в конструктивизме, поздний период называется поздним конструктивизмом, для которого типично применение большего количества декоративных элементов в оформлении фасадов и переходным этапом к ар-деко. Известный пример такого здания — Московский райсовет.
| |  |  |  |  |
| Водонапорная башня завода «Красный гвоздильщик», Фасад здания поликлиники №14, Дом технической учёбы, Первый жилой дом Ленсовета, Кировский райсовет |  |  |  |  |

### Сталинский ампир
К концу 1930-х годов на замену конструктивизма пришёл сталинский неоклассицизм. Обусловлено это было возникшей потребностью власти в возрождении архитектурной роскоши. Сама сталинская архитектура выделялась полистилизмом, выразившимся в обращении к традициям возрождения, классицизма, русского неоклассицизма, палладианства. Сталинский ампир вдохновлялся архитектурой эпохи классицизма, возводившейся с конца XVIII и до начала XIX столетий, главным образом ампиром, вошедшим в моду после прихода власти Наполеона во Франции, однако сталинский ампир отличался большей внушительностью и «тяжеловесностью». 

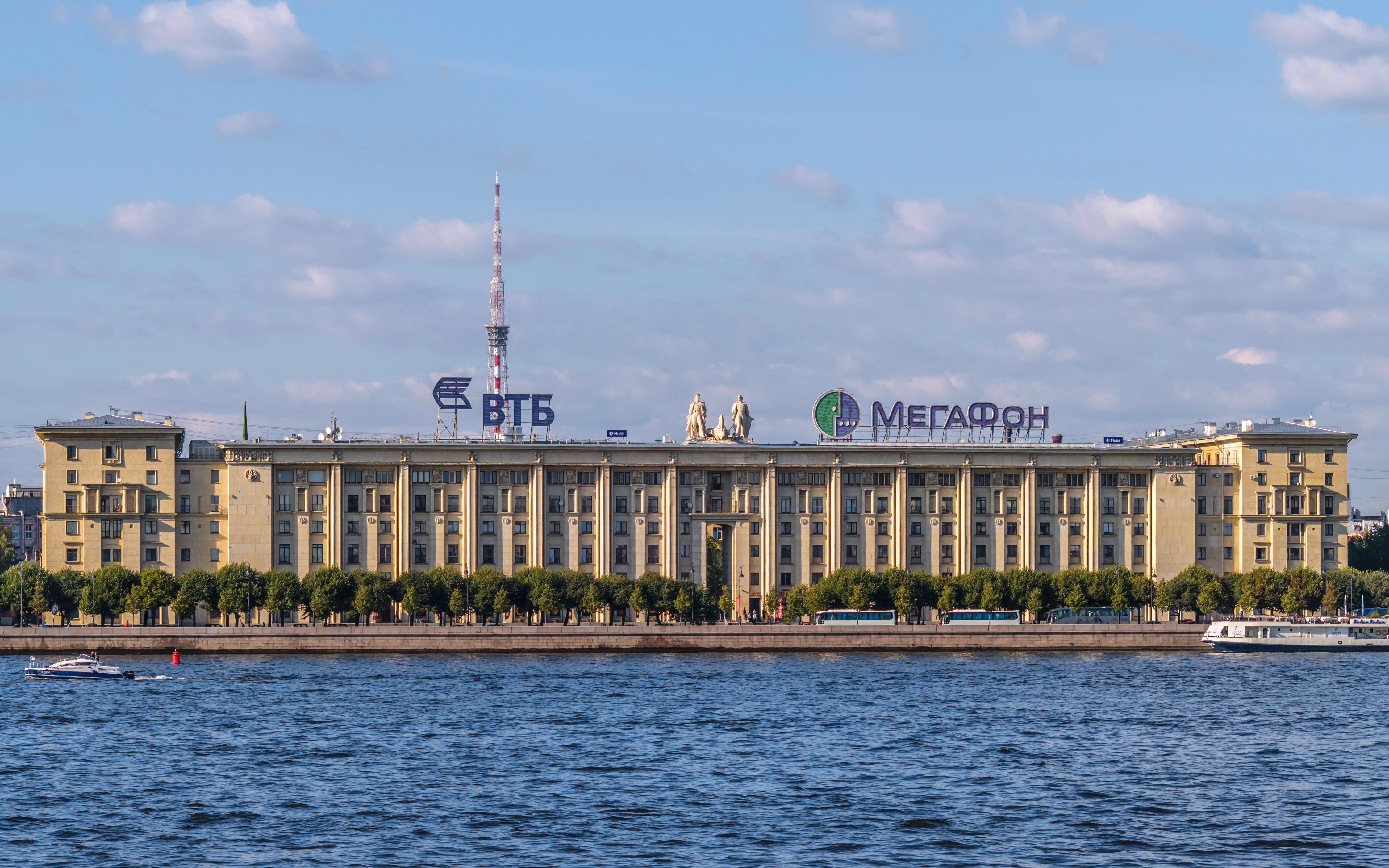
Жилой дом сотрудников НКВМФ, пример беренсианского стиля

Сталинские здания выделялись своей массивностью, были построены из кирпича или керамических блоков. Сталинские здания было принято украшать колоннами — антаблементами, поддерживавшими верхнюю часть фасада, корпусам зданий была свойственна иерархия и симметрия. Фасады зданий украшали барельефы с геральдическими композициями и изображениями трудящихся, а также на темы триумфа и регалий власти (фасции, ликторские топорики, венки, копья и т. д.). Фасады зданий обильно украшали воинской символикой. В архитектуре шёл традиционалистский откат, дома начали проектироваться частично по типу дореволюционных доходных домов. До 1950-х годов продолжали возводиться дома с каменными фундаментами и цокольными этажами по дореволюционной технологии.
В Ленинграде было построено несколько кварталов со сталинской застройкой, самым характерным памятником сталинской эпохи стал архитектурный ансамбль Московского проспекта, задумывавшийся, как новый городской центр. Данный ансамбль венчает Дом советов по проекту Ноя Троицкого, считающийся главным памятником сталинского ампира в Ленинграде. Рядом с ним располагается известный «дом со шпилем» или «Генеральский дом». Другой пример выдающегося сооружения эпохи — стадион имени Кирова на Крестовском острове. Памятниками сталинского ампира считаются первые станции метро на красной ветке и их наземные вестибюли, напоминвшие своими очертаниями античные храмы. Конец эпохи сталинского ампира настал вместе с постановлением от 1955 года «Об устранении излишеств в проектировании и строительстве».

Отдельным направлением в сталинском ампире было так называемое «беренсианство» — подражание архитектурному стилю Дома Германского Посольсва авторства Петера Беренса. Для беренсианства типично сочетание неоклассики с отказом от архитектурных излишеств, как в конструктивизме и главным образом использование (полу)колонн в оформлении фасада здания. Беренсианство получило наибольшее распространение среди ленинградских архитекторов. Яркие образцы бересианства в Ленинграде — Фрунзенский универмаг авторства Евгения Катонина, Жилой дом сотрудников НКВМФ Левинсона и Фомина. Дом Советов также во многом вдохновлён беренсианством. Большой дом сочетает в конструктивистскую геометричность и крайнее упрощение фасада, но и укрощение фасада полуколоннами в беренсианском стиле.
| |  |  |  |  |
| Жилой дом со шпилем на Московском проспекте, Станция метро «Площадь Восстания», Дом советов, Улица Комсомола, 41, жилой дом на Московском шоссе |  |  |  |  |

### Немецкие коттеджи
Отдельным архитектурным явлением для Ленинграда стали так называемые немецкие коттеджи или немецкие особнячки — малоэтажные жилые застройки, создававшиеся после окончания Великой отечественной войны силами немецких военнопленных в основном на севере Ленинграда у Чёрной речки, от чего в народе эти дома назывались «немецкими», хотя авторами проектов были ленинградские архитекторы. В архитектурном плане они отличались от конструктивистских или сталинских построек. Немецкие коттеджи строились в условиях отсутствия серийности и централизации, поэтому таким постройкам свойственна индивидуальность. Каждая проектная мастерская предлагала свои проекты. С архитектурной точки зрения немецким коттеджам была свойственна крайняя экономность, в некоторых зданиях даже не предусматривалось водоснабжение. Здания строились с минимальными архитектурными излишествами с элементами классицизма. Дома выстраивались по периметру участка и в глубине. Улицы с немецкими коттеджами рассматриваются, как комфортные озеленённые кварталы с провинциальной атмосферой и низкой плотностью населения, за немецкие коттеджи могут ошибочно принимать ранние жилые кварталы, построенные на рубеже 1920-х и 1930-х годов.
|                                                                                |  |  |  |  |
| Савушкина, 64, Оскаленко, 7 и 8, Оскаленко, 10, Дибуновская 3, Шишмарёвский 12 |  |  |  |  |

## Домашнее обустройство

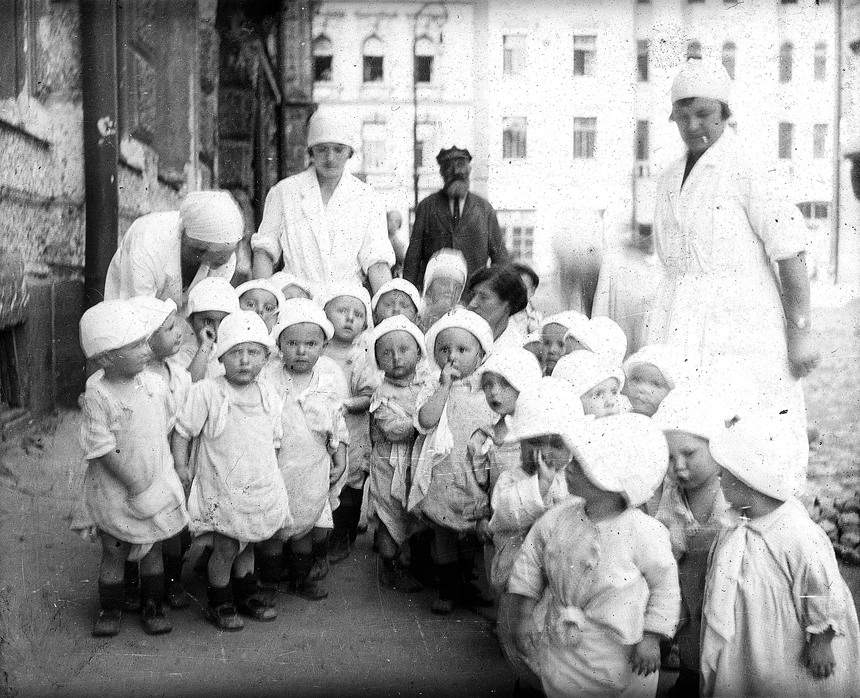
Детский сад на прогулке, Лахтинская улица, Ленинград, 1930-е годы

Большая часть населения Ленинграда жила либо в коммунальных квартирах, или в общежитиях при фабриках. «Коммуналка» в сравнении с общежитием считалась более комфортабельным жильём. В общежитиях могло иметься меньше коек, чем жителей, могла отсутствовать кухня. В самых неблагоприятных жилищных условиях находились жители старых общежитий при фабриках, где могла царить антисанитария, пьянство и постоянные драки. В целом жилищная ситуация была крайне неудовлетворительной, особенно для новоприезжих. Ещё с дореволюционных времён практиковалась угловая аренда жилья, когда снимался отдельный угол в комнате у семьи, занимавшей комнату. Новоприезжие селились в общежитиях и бараках.
С середины 1920-х годов начали строиться новые жилмассивы, жильё в них считалось образцовым, но в таких квартирах отсутствовали кухонные плиты, ванная комната, был один на всех водопроводный кран. Часто такие квартиры заселяли покомнатно, образуя новые коммуналки, многие квартиры в жилмассивах строились с тремя комнатами, от чего их было решено уплотнять. Квартиры в новостройках эпохи конструктивизма воплощали идею дома — коммуны или фаланстера. В таких квартирах не задумывались кухни или ванные, так как жители должны были питаться в столовой при коммуне и мыться в общей душевой. Для жилмассивов было типично наличие «общественной группы» — детских садов, библиотеки, красного уголка, бани с прачечной и кооперативного магазина. Ярким образцом такого здания стал Дом-коммуна инженеров и писателей она же «Слеза социализма». На деле дома-коммуны оказались неудачными экспериментами, а его жители, даже ревностные сторонники социализма рано или поздно утомлялись от недостатка личного пространства, уже в 1960-х годах коммуны переделают в стандартные многоквартирные дома. При строительстве жилых домов в стиле сталинского ампира архитекторы вернулись к дореволюционному способу оформления жилищ, создавая квартиры с высокими потолками, кухнями, ванными.
Самые комфортабельные в городе квартиры были построены в доме политкаторжан, куда селились семьи революционеров, побывавших на каторге до революции. Семья могли жить в собственных квартирах, в которых были ванные, что было большой редкостью в тот период, но в квартирах не было кухни. В доме также имелся детский сад, библиотека, театр. Из 140 семей в итоге 132 были репрессированы. В Ленинграде имелись обширные, «барские» квартиры с собственной прислугой, в которых жили партийные работники. Специально для работников Ленсовета и депутатов был построен дом Ленсовета, где располагались многокомнатные квартиры с прислугой. Там в том числе жили многие известные личности, например артист Юрьев или режиссёр Мейерхольд. Новые жилые здания строились относительно медленно и жилья не хватало. Квартиры в «сталинках» выделялись своим высоким качеством и они будут считаться элитными в поздний советский период и современность.

### Коммунальное жильё
В сталинский период прирост городского населения превышал темпы введения новой жилплощади — с начало 1920-х по начало 1930-х годов население города удвоилось, достигнув дореволюционной численности и продолжало увеличиваться. В 1923 году 44,5 % горожан имели отдельную квартиру, то в 1926 году — 24 %, а в 1936 году — 10,9 %. Средняя жилая площадь на человека составляла 5 м² для 54,9 % ленинградцев, 5 — 8 м² для 30,4 % и 12 м² для 22 % жителей. Даже при том, что к концу 1930-х годов вырос удельный вес затрат на строительство, вместе с ростом населения жилищный кризис не решался. Немецкий писатель Лион Фейхтвангер с позиции стороннего наблюдателя описывал жилищные условия ленинградцев, как чрезвычайно плохие, заметив, что большая часть населения жила скученно, в «убогих» комнатах, которые зимой было трудно проветривать.

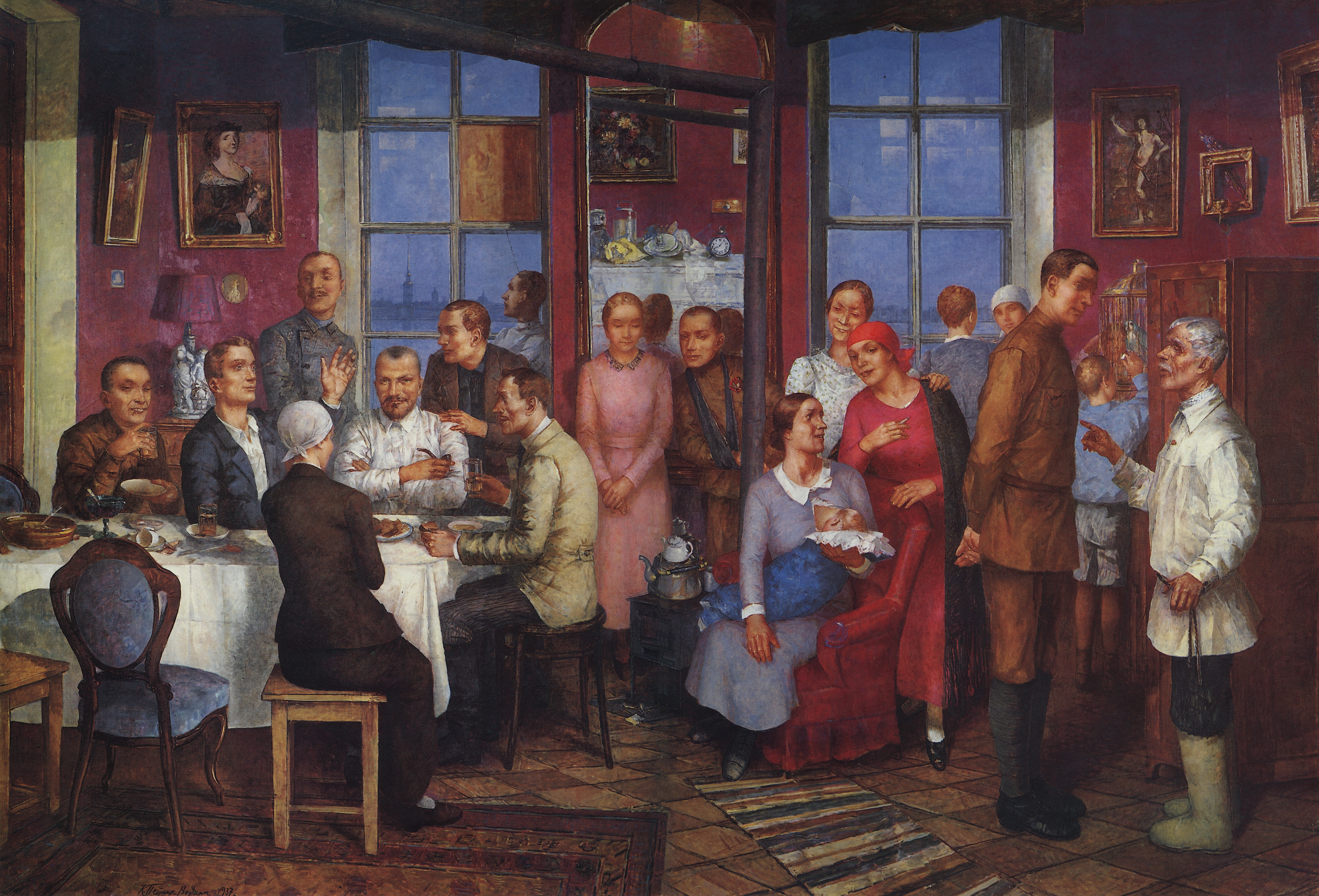
Переселение в квартиру «бывших», агитационная картина Кузьма Петров-Водкин, 1937 год

Именно в этот период, в процессе постоянного разукрупнения квартир в бывших доходных домах образовались коммунальные квартиры в их привычном виде с тёмными и длинными коридорами и помещениями без естественного освящения. Люди в том числе жили в коридорах. Типичная коммунальная квартира состояла их множества комнат и длинных коридоров с общей кухней и туалетом. Вход в коммунальную квартиру венчало множество звонков, каждый — в одну комнату. Жильцы организовывали расписание уборки мест общего пользования. В коммунальных квартирах не было ванных, но были туалеты. Жилищная ситуация заметно ухудшилась в послевоенное время, часто людей селили в непригодных для жилья помещениях — корпусах больниц, цехах, казармах и подвалах, но ситуация снова улучшилась в 1950-е годы, к этому момента была восстановлена часть жилищного фонда.
Распространялся водопровод, к 1941 году около 90 % жилого фонда было обеспечено водой, многие продолжали брать воду из колонок, однако почти во всех квартирах не было горячей воды. На кухнях стояло по несколько плит, чтобы готовкой могли заниматься несколько человек. Ванные ещё тогда не вошли в бытовую жизнь горожан и ленинградцы традиционно мылись в общественных банях по субботам. Подавляющая часть дореволюционных помещений не была оборудована для мытья дома. Бельё часто стирали на кухне, варя одежду в огромных баках. Бельё также стиралось в домовых прачечных или подвалах домов. Значительная часть домов продолжала отапливаться дровами и в дворах располагались дровяники. Для готовки на кухне использовались массивные плиты, топившиеся дровами, а также керосинки, керогазы или примусы.
Основным местом отдыха выступали внутренние дворы, где общались жильцы, взрослые играли в домино, обменивались новостями и сплетнями, дети играли с прятки, разбойников, пятнашки и т. д. Мячи были редкостью и вместо них использовались маялки (мешочки с песком). Летом многие жители Ленинграда уезжали на дачи.
В годы блокады Ленинграда электричество и водопровод перестали работать. Люди заклеивали окна бумажными полосками, чтобы в случае бомбардировок стекло не разлеталось. Часто люди прятались и жили в подвалах — бомбоубежищах. Ночью окна зашторивались чёрными занавесками, чтобы враг с воздуха не мог целиться. Люди жили в условиях холода, было налажено производство печек буржуек, которыми отеплялись помещения. Электричество начали подавать в конце 1942 года.
В городе не хватало общественных туалетов и со времён революции почти во всех дворах стояли «ретирадники» — примитивные будки без крыши, внутри которого размещался дощатый с широкими щелями пол. Из-за них во дворах в жаркую погоду стоял зловонный запах. Выгребные ямы очищались с 1937 года специальными машинами. Их осталось заметно меньше после Великой отечественной войны. В квартирах центральной части Ленинграда вводилось центральное отопление, в квартирах появлялись батареи, однако многие квартиры продолжали топить дровами. В центральных районах c 1935 также шла постепенная газификация, в некоторых квартирах появлялись первые газовые нагреватели и плиты. В квартирах распространялось радио, стали распространяться домашние телефоны, в городе к 1940 году обслуживали 34 000 номеров.

## Инфраструктура
Шла масштабная реконструкция городской водной сети, к 1941 году было проложено более 1000 километров водопроводных труб, водопровод появился на Удельной, Автове, Пискарёвке и Полюстрове. Существовавшие деревянные трубы заменялись бетонными. К 1935 году водопроводная сеть выросла в 1,5 раз в сравнении с 1913 годом, канализационная — в 2 раза. К 1941 году около 90 % жилого фонда было обеспечено водопроводом, многие продолжали брать воду из колонок. 1937 года началась активная газификация центральных районов города, внедрялось центральное отопление. В городе была проложена канализация, были установлены насосные станции и коллекторы, однако она оставалась несовершенной и многие сточные воды продолжались сливаться в реки. После войны канализация была полностью реконструированна, заново строились сточные выпуски и очистные сооружения. Вместе с расширением границ города обсуждался план по созданию единой системы вывода очищенных сточных вод в невскую губу, к канализации подключали дальние районы, где шла новостройка. Несмотря на проводимые работа по восстановлению канализации и водопровода, её мощностей едва ли хватало для удовлетворения потребностей растущего города и промышленности.

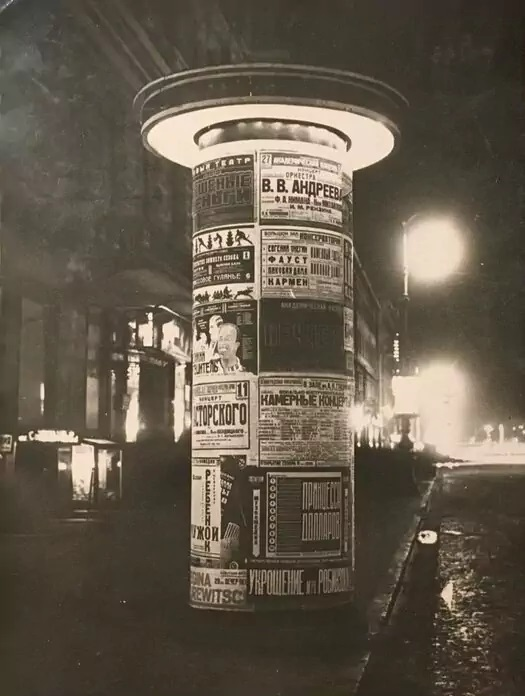
Площадь Лассаля, столб с рекламой, 1933 год

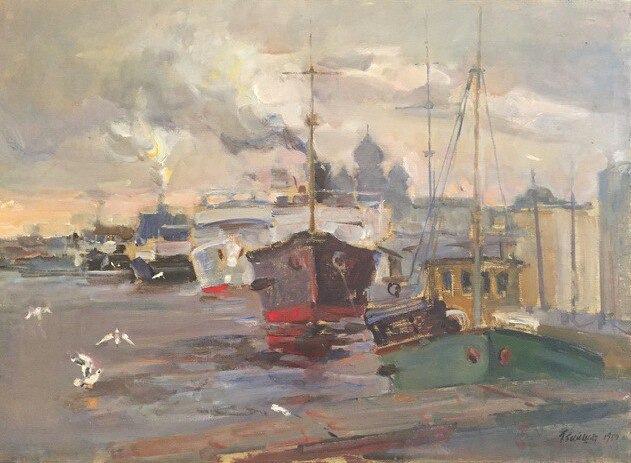
Набережная лейтенанта Шмидта, 1959 год

С Широко распространялось радио, первая радиостудия была открыта ещё в 1924 году на Песочной улице. Позже работниками центральной радиолаборатории была создана первая широковещательная радиостанция, в Ленинграде устанавливали первые радиоточки — рупорные громкоговорители. На Итальянской улице расположился Дом Радио. Продолжительность радиопередач и разнообразие программ расширялось. Шла радиофикация жилых домов и учреждений. Первые таксофоны появлялись в 1927 году и к 1937 году их количество составляло уже около 1800. Однако основным способом дальнего общения оставалась почта, в городе развивалась почтовая инфраструктура, почтальонов обеспечивали современным оборудованием.
Во время Блокады Ленинграда прекратила работу основная городская инфраструктура, прекратили работу электричество, водопровод и отопление. Городские станции останавливались либо от бомбёжек, оказавшись у линии фронта или от того, что у них заканчивалось топливо. Оставшееся электричество перераспределялось на военных предприятиях, госпиталях и некоторых госучреждениях. В городе работало радио, установленное во всех домах. По радио предупреждали о вражеских налётах, поднимали дух у горожан и фронтовиков. В 1941 и 1942 годах улицы не убирались зимой, от чего после таяния город утопал в грязи, что угрожало эпидемиями, в городе весной 1942 года были налажены бригады по уборке грязи с участием женщин и детей. В ноябре 1941 года была налажена «дорога жизни» по замерзшей Ладоге, по которой поставлялось продовольствие и эвакуировались дети. Водопровод и канализация были уничтожены в годы блокады Ленинграда, после войны в рамках восстановления города шло и восстановление водопровода, налаживали систему центрального отопления, восстанавливали общественные бани. В конце 1940-х годов восстановили работу тепло- и гидроэлектростанций.

### Благоустройство и дорожная сеть
В конце 1920-х годов началось активное благоустройство Ленинграда, появлялись новые общественные парки и места для отдыха. В историческом центре было разбито несколько скверов — на стрелке Васильевского острова, была восстановлена Кленовая аллея, созданы Сампсониевский сад на месте бывшего кладбища и Сад Девятого Января на проспекте Стачек, который был украшен чугунной оградой из сквера Зимнего дворца. На Елагином острове был открыт Центральный парк культуры. У стен Петропавловской крепости был устроен пляж.

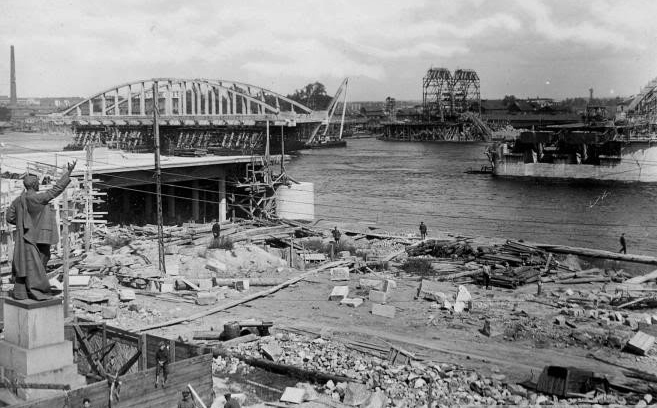
Строительство Володарского моста, 1930-е годы

В историческом центре велось благоустройство, были созданы Синопская и Свердловская набережные, для чего сносились складские помещения и на их месте устраивались бульвары. Многие участки Невы, ещё имевшие деревянное укрепление или не имевшие его — были одеты в гранит. Были построены Пироговская, Новодеревенская, Шлиссельбургская набережные. После блокады Ленинграда и вместе с восстановлением города особое внимание уделялось озеленению Ленинграда. Были созданы парки Победы в Приморском и Московском районах, скверы у Казанского и Исаакиевского соборов, на улицах создавали газоны и ставили клумбы. Обязательное озеленение шло в новых кварталах. В честь 250-летия города на Марсовом поле зажгли первый вечный огонь. На бывших рубежах обороны Ленинграда в результате длительных боёв была уничтожена большая часть озеленения, которую будут восстанавливать в 1960-е годы в рамках проекта Зелёного пояса славы.
В 1936 году был построен мост имени Володарского и первый мост в СССР с железобетонными арками, был достроен Дворцовый мост, реконструирован мост Лейтенанта Шмидта. После войны был построен Большой Крестовский мост. Были отремонтированы многие мостовые города. Традиционно улицы города убирали дворники, с 1933 года ввели в эксплуатацию первые поливальные и снегоуборочные машины.
Большая часть улиц в 30-е годы имела ещё булыжные мостовые, пешеходные зоны с дореволюционных времён были постелены каменной путиловской плитой. С 1930-х годов центральные улицы начали активно асфальтировать. Шло активное освещение улиц, убирали последние керосиновые и газовые фонари, в городе были проложены сети электроснабжения, был учреждён «Ленсвет» — трест наружного освещения. За несколько лет было установлено более 20 000 современных светильников, улицы Ленинграда стали заметно светлее. В 1930 году в Ленинграде появилась первая газосветная реклама.

### Транспорт
В городе постепенно увеличивалось количество транспорта, поэтому возникла необходимость разработки безопасности движения, на улицах появились первые милиционеры — регулировщики, на Невском проспекте был установлен первый в городе светофор. В Ленинграде на фоне роста населения серьёзной проблемой оставалось неудовлетворительное развитие общественного транспорта. Шло активное расширение трамвайных сетей и вводился автобусный транспорт.

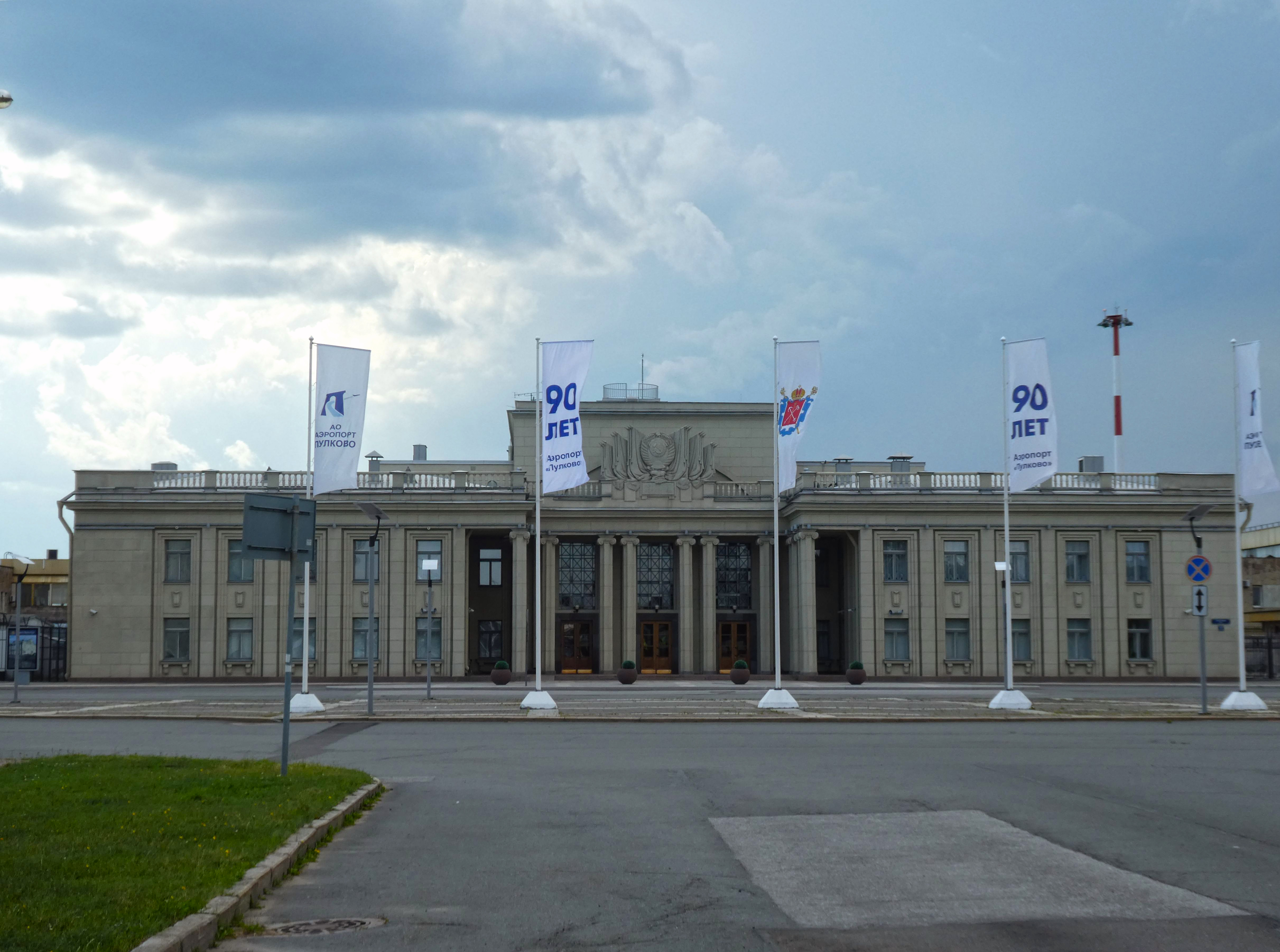
Здание старого аэровокзала аэропорта Пулково

Протяжённость трамвайных линий и количество вагонов выросло в три раза в сравнении с 1913 годом. К 1940 году длина трамвайных путей составляла уже 440 километров. С 1926 года шло развитие автобусного транспорта, к 1940 году было налажено более 20 автобусных маршрутов, с 1929 году работало такси, к 1941 году в Ленинграде курсировало около 300 машин. Начали появляться первые троллейбусные линии. Ещё в 1920-е годы были восстановлены железные дороги. В период первых пятилеток был реконструирован торговый порт и оснащён крупным холодильником. В 1933 году начали электрифицировать городской железнодорожный узел. К концу десятилетия между Ленинградом и Москвой двигались самые мощные локомотивы того времени.
Хотя ситуация с общественным транспортом заметно улучшилась в сравнении с 1913 годом, она по-прежнему не справлялась с быстрорастущим населением города. Сеть трамваев перевозила каждый день по 750 000 человек, но этого было недостаточно. Неизбежным стал вопрос о строительстве метро, пробивка тоннелей началась в 1940 году, но блокада Ленинграда сорвала планы. Строительство сильно усложнялось подземными грунтами и глинистыми почвами. После окончания войны строительство возобновилось, в 1955 году в строй была введена первая очередь красной ветки метро от Автово до Площади Восстания. Подземные вестибюли впечатляли роскошным оформлением.
У Пулковских высот началось строительство аэродрома «Шоссейная», с 1932 года начались авиаперевозки в Петрозаводск, Лодейное Поле и Москву. Позже налаживались региональные перевозки, в том числе в Архангельск, Витебск, Киев и Мурманск. В 1951 году было открыто здание аэровокзала.

Во время блокады Ленинграда транспортное сообщение города было изолировано, перестали ездить паровозы и прибывать суда.
|                                                                                               |  |  |  |  |
| Станции метро: Автово, Кировский завод, Нарвская, Технологический институт, Площадь восстания |  |  |  |  |

## Культура
В сталинский период культурным и событийным эпицентром СССР стала Москва, поэтому именно с ней ассоциируется сталинский период, Ленинград же стал рассматриваться, как одна из главных метрополий СССР. Так как исторический центр был практически не тронут, за Ленинградом начал укрепляться статус города-музея. Город оставался важным культурным центром, центром театрального искусства, одним из центром кинематографа и колыбелью советских детских стихов.

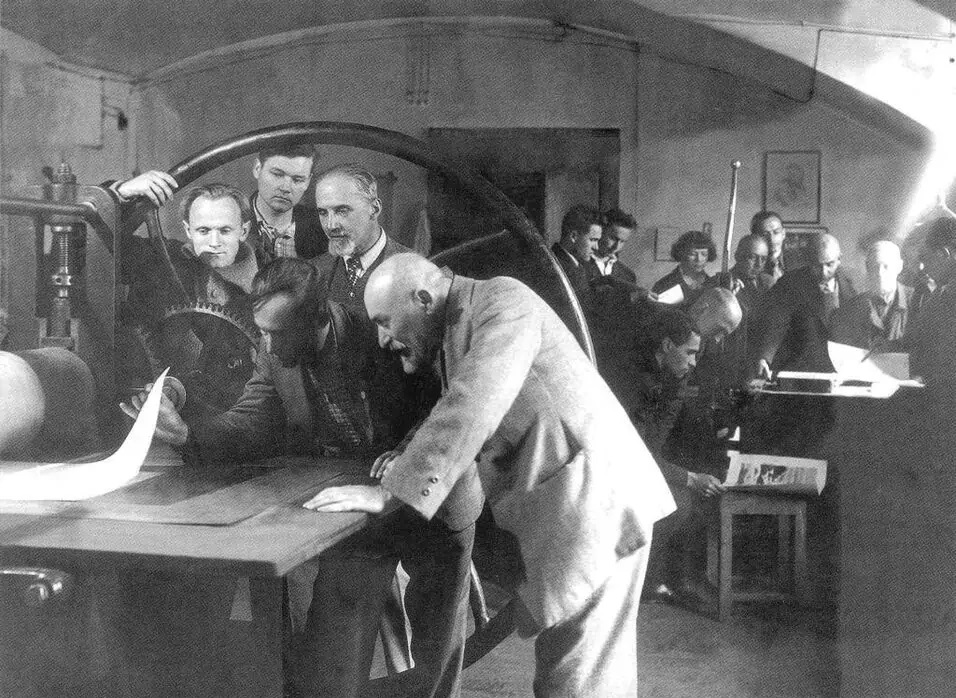
Академия художеств. Графическая мастерская, 1939 год

В Петербурге оставалась сильной дореволюционная культура, вступавшая в яркий контраст с советской стилистикой, продвигаемой в средствах массовой информации. Агрессивно навязываемая советская идеология приводила к романтизации среди горожан деклассированных элементов — преступности, бродяжничества и проституции. В городе формировалась субкультура, противоположная официальной культуре, сочетавшая старый городской романс, переплетённый с криминальным миром.
Выдающиеся достижения в обороне Ленинграда доказали особую роль Ленинграда в Великой отечественной войне. О обороне и блокаде Ленинграда говорили за границей. Это повысило гордость и самосознание ленинградцев, ещё в 1944 году многие улицы города получили старые дореволюционные названия. Это повлияло и на то, что ленинградские партийные деятели начали проявлять самостоятельность. Советское руководство было раздражено такой тенденцией, в восхвалении подвига ленинградцев они увидели принижение роли Москвы и Сталина в победе над немцами. В рамках Ленинградского дела произошёл разгром ленинградской верхушки. Блокада Ленинграда стала запретной темой, роль Ленинграда в победе принижалась и умалчивалась. Созданный музей обороны Ленинграда был разгромлен в 1949 году, его экспонаты — уничтожены, а работники музея — репрессированы.
В 1944 году после снятия блокады в Ленинграде был открыт первый в СССР дом моды — Ленинградский Дом моделей или Ленинградодежда, государство утвердило для него штат из 143 человек, собранных из лучших ленинградских модельеров, искусствоведов, конструкторов, швей, вышивальщиц. После войны там создавались самые модные и яркие костюмы в СССР, демонстрировавшиеся в том числе за границей. Модельеры создавали фасоны одежды для массового производства в текстильных фабриках. Дом моды вначале располагался в Апраксином переулке и затем переехал в 1946 году на проспект Майорова № 46. В Ленинграде начали проводить модные показы.

### Религия

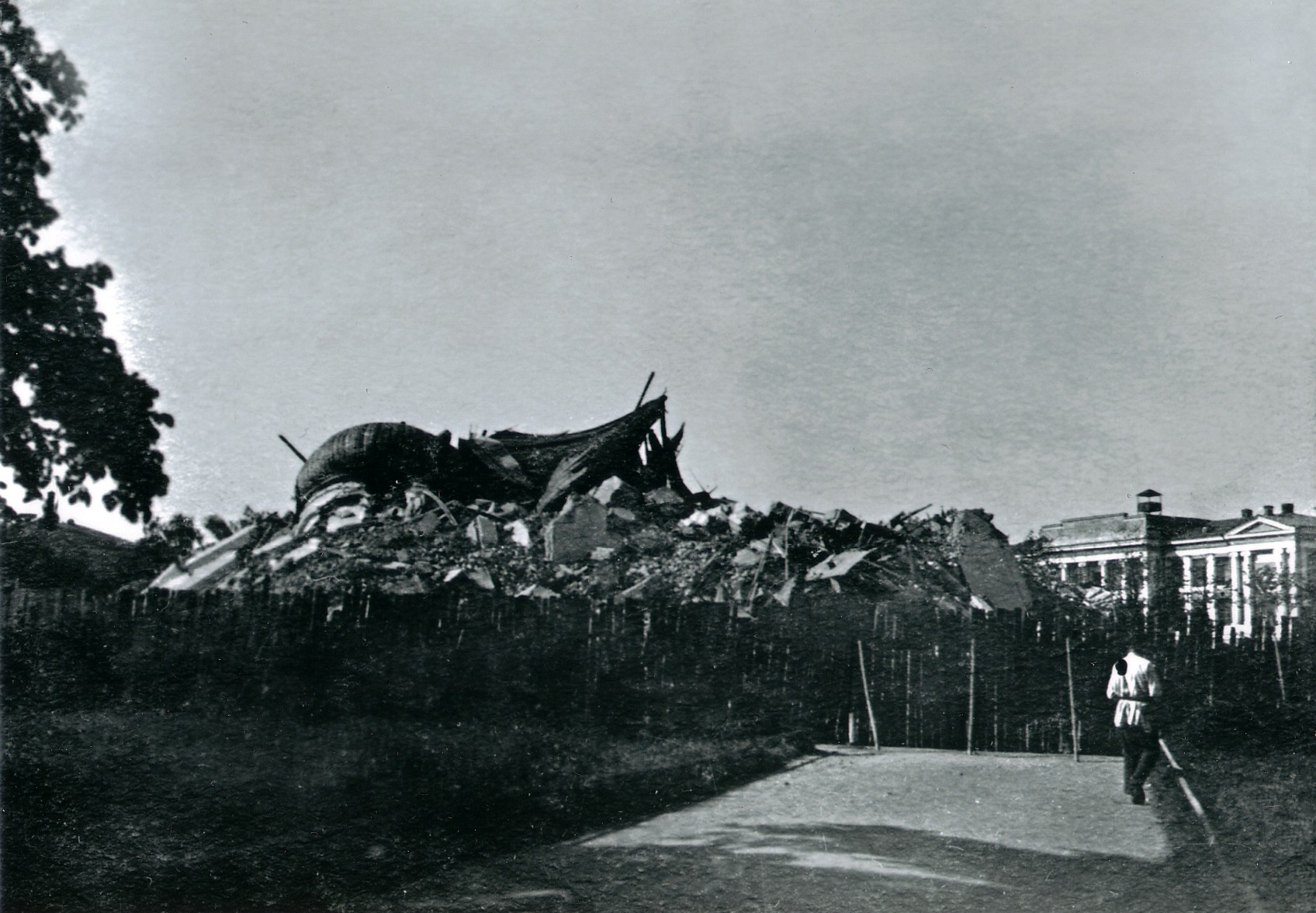
Екатерининский собор после сноса. 1939 год

При Сталине была развёрнута борьба с религией, расстреливались священники, сопротивлявшиеся изъятию церковных предметов. Имевшиеся в Ленинграде церкви закрывались, разорялись и осквернялись, если их не сносили, то приспосабливали под учреждения или склады. Так как храмовые помещения были крайне неудобны для их приспособления под нужды тех или иных учреждений, зачастую здания переделывали до неузнаваемого состояния. В Казанском соборе устроили музей истории религии и атеизма, залы собора превратили в экспозиции разных религиозных культов, в том числе ислама, буддизма и народных верований.
Религиозные праздники — рождество, крещение, воздвижение, пасха, благовещение были запрещены. Это не мешало многим ленинградцам тайно праздновать их. Новый год праздновать и покупать новогодние ёлки не запрещали. Многие коренные петербуржцы продолжали праздновать новый год по старому календарю — 13/14 января, от чего пошло выражение праздновать старый новый год.

После войны всё громче звучало мнение о необходимости сохранения дореволюционных зданий и некоторых храмов, как культурно-исторических памятников, начались выделяться деньги на восстановление некоторых важных церковных построек, например Александро-Невской Лавры. Инициатива сохранять и реставрировать храмы исходила от местной ленинградской власти из-за чего она начала вступать в конфликты с общесоюзными и республиканскими министерствами/ведомствами.
| |  |  |  |  |
| Примеры храмов, снесённых при Сталине — Церковь Воскресения Христова и Михаила Архангела в Малой Коломне, Собор Андрея Первозванного, Церковь преподобного Алексия, человека Божия, Церковь Казанской иконы Божьей Матери, Спас на Водах |  |  |  |  |

### Пропагандистская культура

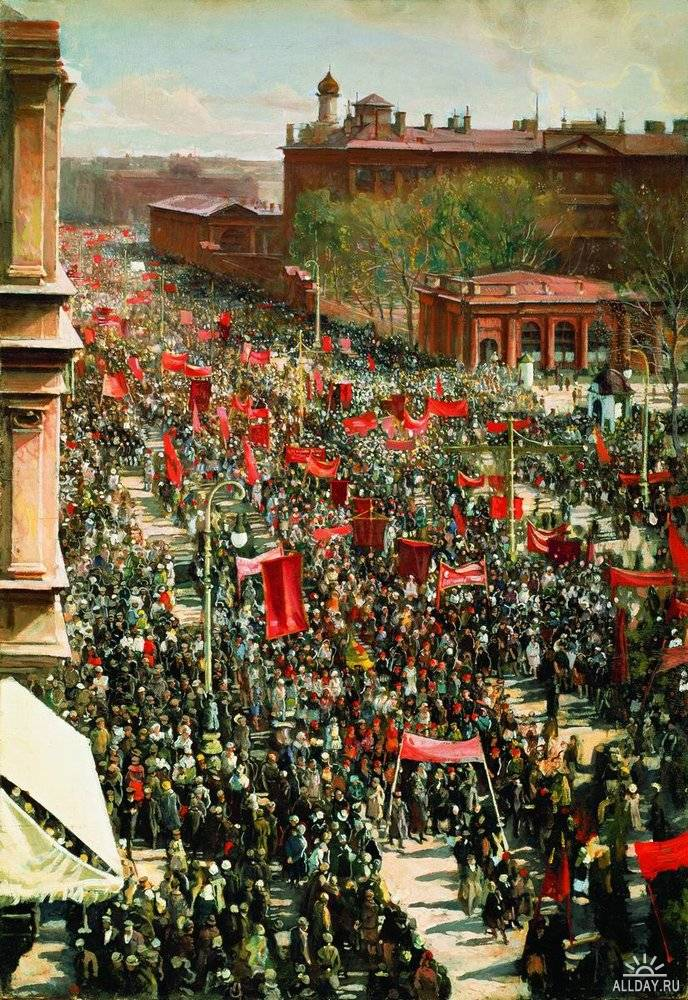
Демонстрация 1 мая, 1934 года

Главной темой в культурной повестке сталинского периода выступало прославление социалистического строя и трудовые подвиги рабочих и крестьян. В Ленинграде строились дома культуры, в которых обустраивали обширные залы, где организовывались периодические лекции по марксизму-ленинизму, вечера участников революционного движения, торжественные собрания трудящихся, устраивались встречи с партийными деятелями, писателями и учёными. В домах культуры также устраивали театральные представления известные театральные коллективы, вечером устраивались вечера отдыха с танцами и концертами при участии самодеятельных музыкальных и творческих объединений. Преобладающим и одобряемым государством художественным жанром был социалистический реализм. Для привлечения людей в дома культуры, при них могли устраиваться развлечения, например построенные 1934 году американские горки в саду Госнардома.
В домах культуры также организовывались кружки спортивной гимнастики, декламации, вышивки, кройки, шитья и вязания. В 1937 году был открыт Дворец пионеров в Аничковом дворце, где работали десятки клубов и кружков, где с детьми встречались выдающиеся учёные, писатели, композиторы и спортсмены. Просветительским центром стал Шереметьевский дворец, где посетителей знакомили с достижениями естественных и точных наук и позволяли опробовать разные научные устройства. Тем не менее на фоне роста населения, в Ленинграде ощущался недостаток досуговых центров или библиотек, в некоторых районах, например Московском они отсутствовали вовсе.
Главными праздниками были так называемые «красные дни» — день солидарности трудящихся 1 мая, годовщина Октябрьской революции 7 — 9 ноября, в социалистические праздники устраивались массовые мероприятия, в которые вовлекалась значительная часть населения. Город обильно украшался красными флагами с портретами Сталина и Ленина. Устраивались военные парады. Демонстрации часто приобретали эстетику карнавала, с впечатляющими инсталляциями и представлениями.

### Спорт
Ленинградская физкультурная организация была одной из крупнейших в СССР, несмотря на неразрывную связь спорта и советской государственной идеологии, культура спорта и многочисленные спортивные организации появлялись ещё в дореволюционном Петербурге на рубеже XIX и XX веков, однако в спорт тогда была вовлечена малая доля населения знатного происхождения. Занятие спортом было одним из столпов советской идеологии, в спорт вовлекалась рабочая молодежь. В 1920-е и 1930-е годы в Ленинграде формировалась советская школа многих видов спорта, город занимал один из ведущих позиций в СССР в таких спортивных направлениях, как теннис, футбол, лёгкая атлетика, гимнастика и плавание, в нём действовали спортивные кружки. Сталинский период сопровождался максимальной идеологизацией, политизацией и милитаризацией спорта. Спортивные сооружения, возводимые в сталинский период начали составлять заметную часть городского архитектурного ансамбля.

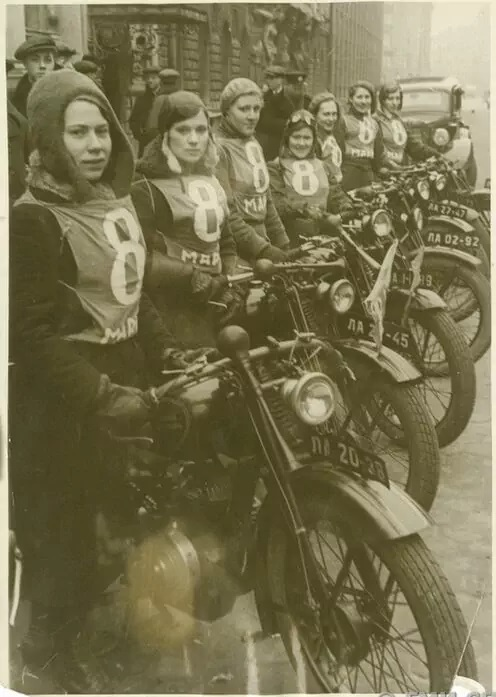
Агит-пробег спортсменок-мотоциклисток, 1939 год

Город выступал своеобразной лабораторией, где на практике проверялись разные формы физкультурных работ, чтобы распространить практику в других городах СССР в случае успеха. Сталинский период правления сопровождался значительным ростом массовости спортивного движения силами комсомольских и профсоюзных организаций. В городе совершенствовалась и централизовалась организация спорта, шёл рост квалификации сортаментов. Возникали так называемые физкультурные цеха, фабрики и заводы. Организовывались спортивные эстафеты с участием десятков тысяч трудящихся.

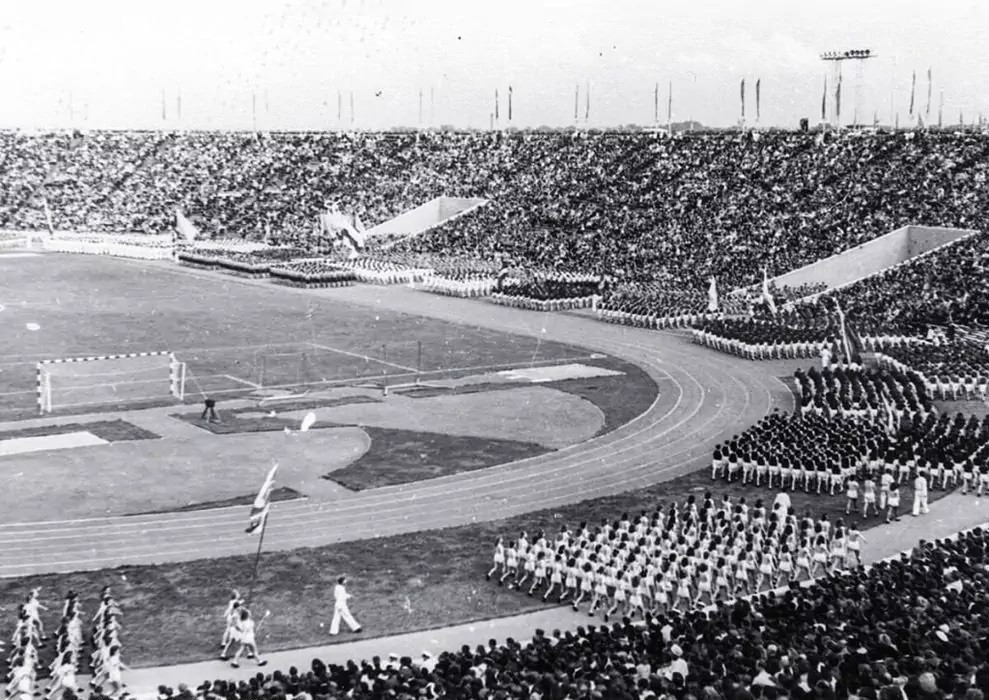
Стадион имени Кирова, 1950 год

Ленинград занимал лидирующее положение в решении задач улучшения спортивного мастерства. Ленинградцы были пионерами в развитии детских и молодёжных спортивных школ. В Ленинграде жили многие знаменитые лыжники, фигуристы, стрелки, парашютисты, пловцы, гребцы, волейболисты и баскетболисты. Многие из спортсменов после убийства Жданова годов стали жертвами сталинский репрессий. В Ленинграде появлялось множество спортивных спортплощадок и стадионов, в 1925 году был открыт строившийся ещё при Ленине Петровский стадион. В 1936 году был открыт футбольный и регбийный стадион Кировец. В 1950 году на Крестовском острове был открыт Стадион имени Кирова, один из крупнейших стадионов в мире в тот момент.
Неоднозначное отношение складывалось к боксу, он был популярен у зрителей, но руководством считался слишком жестоким и «буржуазным» видом спорта, несмотря на появление успешных боксёров, в Ленинграде этот вид спорта несколько раз запрещался.
В годы блокады Ленинграда спортсмены вступили в ленинградское ополчение, благодаря физической подготовке и знаниям они играли важную роль в поддержке, спасении и подготовки фронтовиков, устанавливали маскировку на зданиях. Снайперские школы были организованы спортсменами пулевой стрельбы. Спортивные чемпионаты были возобновлены ещё в 1942 году с целью повышения боевого духа. Послевоенный период сопровождался активным восстановлением спортивной жизни и соревнований в Ленинграде.

### Музеи и театры
В Ленинграде действовали многие дореволюционные и национализированные музеи, открывались новые, например квартира-музей поэта Пушкина. В музеях периодически проводились экскурсии для школьников, студентов, курсантов, рабочих и военных. В городе действовал музей октябрьской революции, в 1937 году в мраморном дворце был открыт Ленинградский филиал Центрального музея Ленина. На территории Александро-Невской лавры был создан некрополь знаменитых петербуржцев, для его организации уничтожили часть прежних захоронений. В сталинский период для финансирования индустриализации СССР и строительства Москвы из Эрмитажа странам запада было распродано около 3000 картин, 59 из которых — шедевры мирового значения. Перед началом блокады Ленинграда из города было эвакуировано более 1 118 000 музейных экспонатов в Свердловскую область.

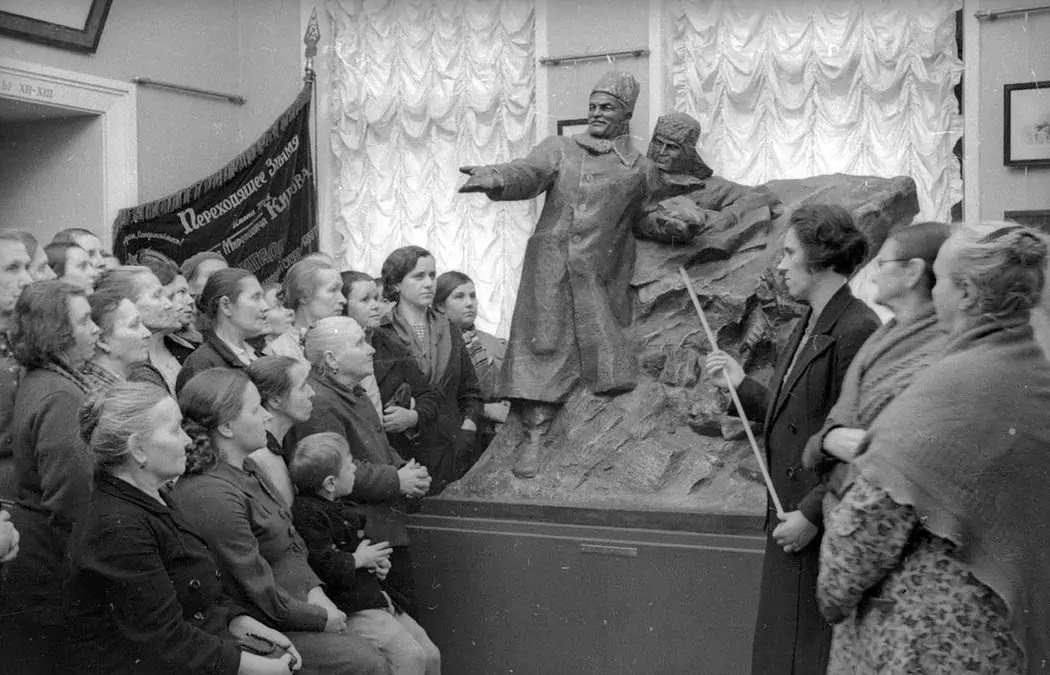
Домохозяйки работников Ижорского завода в музее имени Кирова у скульптуры Андреевой-Петошиной, 1938 год

Работали многие дореволюционные театры, в которых продолжали ставиться знаменитые оперы дореволюционных композиторов — Чайковского, Мусоргского, Римского-Корсакова, Верди и которые сочетались с идеологическими операми на тему революционного движения. Революционные темы не обязательно касались самой революции, они могли затрагивать исторические события, связанные с народовольчеством, например восстание Пугачёва. Ставилось множество новых опер от молодых авторов, некоторые их них завоевали мировое признание — Катерина Измайлова и «Нос» Шостаковича, «Тихий Дон» Дзержинского, «Кола Брюньон» Кабалевского. Самой знаменитой балериной была Дудинская, в городе также преподавала знаменитая дореволюционная балерина Уланова. Широкой известностью пользовалась Корчагина-Александровская.
В 1929 году свою работу начал Театр музыкальной комедии, в 1932 году был открыт Большой драматический театр по инициативе Горького, в котором ставились пьесы на тему событий гражданской войны, с Горьким сотрудничали Блок, Добужинский и Бенуа. В Ленинграде действовал Театр юных зрителей, главной визитной карточной которого было представление «Конька-Горбунка», большим успехом у детей пользовались и другие сказочные постановления. В Театре Рабочей Молодёжи ставились пьесы и постановки молодых актёров и режиссёров, выступления не обращались к классике и были похожи на агитационные бригады, такой театр выступал площадкой для творческих экспериментов и здесь своё восхождение начали многие знаменитые деятели — Быков, Товстоногов, Лебедев и Ургант.
Поход в театр был важным мероприятием для ленинградцев, для этого горожане наряжались. Многими посетителями были рабочие предприятий, которым выдавали билеты. Театр выступал важным местом в воспитании социалистического человека. Многие дореволюционные театры были переименованы, например Александринский театр стал Ленинградским академическим театром, Мариинский театр стал Кировским.
Во время блокады Ленинграда многие театры в Ленинграде продолжали работать и в них ставились представления. Походы в театры позволяли горожанам отвлекаться от тяжёлой реальности, театральные залы не отапливались и подвергались бомбёжкам. В 1950-е годы театральное искусство, восстанавливавшееся от последствий блокады Ленинграда испытывало проблемы в связи с нехваткой финансирования и профессиональных кадров. Началось усиливаться давление со стороны властей, считавших, что имевшиеся спектакли плохо справлялись с государственной пропагандой социалистических ценностей

### Музыка и кино
Государственная академическая капелла оставалась музыкальным центром Ленинграда, в которой ставились разнообразные музыкальные представления, в том числе и народные хоры. В Ленинградской филармонии играл симфонический оркестр и оркестр русских народных инструментов. Музыканты филармонии часто выступали на предприятиях или воинских частях, а летом — в садах и парках Ленинграда. С филармонией крепко связана карьера Шостаковича, который сочинил многие всемирно признанные произведения.

Плакат к фильму Пётр Первый, 1937 год

Самым популярным у населения музыкальным жанром был городской романс и русские народные песни. Мелодии пели на домашних праздниках, эстрадах, школах, демонстрациях. Ещё с дореволюционных времён многие ленинградцы получали музыкальное образование и умели играть инструментах и петь. В 1930-е годы большой популярностью пользовались музыкальные передачи Ленинградского дома Радио. Большой популярностью пользовался Санкт-Петербургский мюзик-холл под руководством Дунаевского, где выступали Утёсов и Шульженко. Утёсов создал один из первых в СССР джаз-оркестров, его выступления пользовались огромной популярностью у молодёжи. Задорные мелодии для мюзик-холла сочиняли в том числе Шостакович и Дунаевский. Дунаевский и Утёсов начали выпускать журнал о джазе — «Музыкальный магазин» и предложили идею создать первый советский киномюзикл «Весёлые ребята», который в итоге задаст новое направление в советском музыкальном кинематографе. В 1937 году мюзик-холл был закрыт как носитель «буржуазного искусства».
Во время блокады Ленинграда музыканты продолжали работать и давать концерты посетителям, в годы Блокады Шостакович сочинил знаменитую «Ленинградскую симфонию», которую при первом исполнении транслировали по радио и которая подняла дух у фронтовиков.
Кинематограф выступал важной частью государственной пропаганды, в городе работало Севзапкино и затем Ленфильм, выпускавший пропагандистские фильмы, появлялась первая мультипликация. В конце 1920-х годов начали выпускать первые звуковые фильмы. Киностудия звукового кино расположилась на Петроградской стороне. В Ленфильме были созданы фильмы, составившие золотой фонд советского кинематографа, например комедия «Вратарь» режиссёра Тимошенко, «Гроза», «Пётр Первый» Петрова, «Дубровский» Ивановского, революционные фильмы «Человек с ружьём» Юткевича, «Депутат Балтики» Зархи и Хейфиц, «Юность Максима», «Возвращение Максима» и «Выборгская сторона» Козинцева и Трауберг, «Чапаев» братьев Васильевых. Фильмы прославились и благодаря работе некоторых актёров — Бабочкина, Симонова и Чиркова. Ленинградцы любили посещать кино, самые популярные кинотеатры располагались на Невском, так открылись самые первые в СССР звуковые кинотеатры — «Кристалл-Паллас» и «Колизей».

### Наука
В 1934 году высшее научное учреждение СССР — Академия наук была перенесена в Москву и многие ленинградские учёные также были перевезены в новую столицу, но многие учёные остались работать в Ленинграде. Незадолго до этих событий 115 учёных Академии наук были расстреляны и сосланы по академическому делу. Отношение к учёным было не однозначное. С одной стороны они пользовались множественными общественными привилегиями — жили в собственных, не коммунальных квартирах, получали лучшие пайки, однако от учёных требовали лучшей результативности, СССР не желала отставать от стран запада в научных открытиях. Научные достижения в физике и химии были важны для созданий оружия нового вида. Одновременно советские учёные были вынуждены работать в изоляции от остального научного мира, контакты с иностранными научными коллегами были запрещены, учёных постоянно подозревали в антисоветских настроениях, могли в любой момент наказать, 1930-е годы сопровождались массовыми репрессиями против учёных. В Ленинграде действовало объединение научных работников — Дом учёных, где жили такие выдающиеся учёные, как Зернов, Карпинский, Крачковский, Марков, Ольденбург и Орлов. Серьёзный удар по ленинградской науке был нанесён в 1937—1940 годах после того, как сотни учёных стали жертвами репрессий.

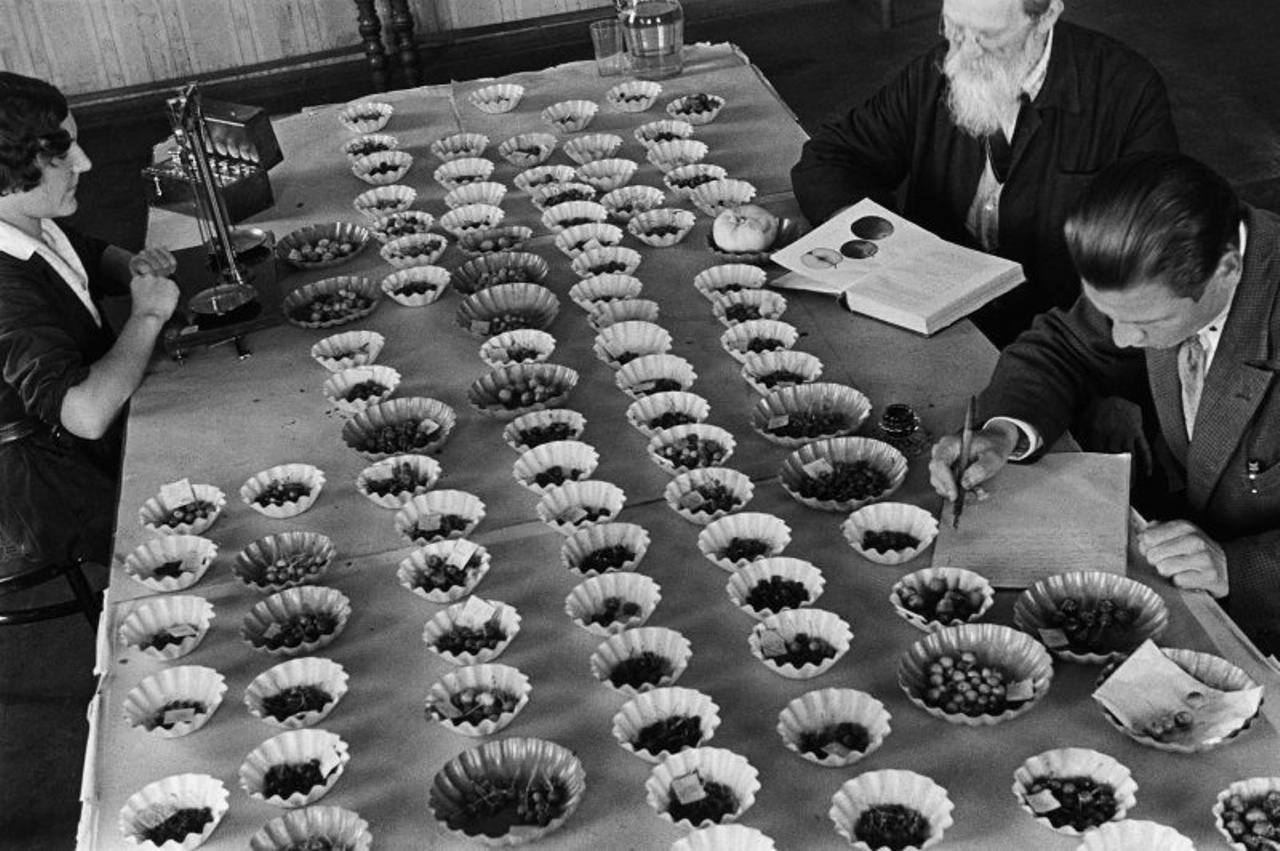
Институт растениеводства, 1930-е годы

К 1941 году в Ленинграде действовали десятки научно-исследовательских институтов — НИИ, созданных как до революции, так и в советское время. Учёные Радиевого института создали первый в Европе циклотрон — ускоритель элементарных частиц и делали научные открытия радиохимии и геохимии и оказали важное влияние на будущую реализацию атомного проекта СССР. В Физико-техническом институте занимались исследованием полимеров, которые начали применять в текстильной промышленности, машиностроении, судостроении, медицине, сельском хозяйстве и быту. Открытия позволили производить новые кожевенные, текстильные изделия, лаки и клей. Также в институте были достигнуты успехи в изучении полупроводников, использовавшихся в создании электронных устройств, в институте изучались космические лучи, в Физико-техническом институте начинали свою деятельность многие будущие нобелевские лауреаты — Семёнов, Ландау, Капица и Тамм.
В Ленинграде действовал Оптический институт, позволивший развить оптическую промышленность в СССР. Здесь разрабатывалось оптические приборы для проверки зрения, стёкла для очков, проводились исследования в области электронной оптики, был разработан первый советский электронный микроскоп. В Научно-практическом институте переливания крови разрабатывались способы организации донорства, способы хранения и транспортировки крови, разрабатывались кровезамещающие растворы. В Научно-практическом институте скорой помощи разрабатывалась методика мгновенного постановления диагнозов в течение часа, было организованно первое в СССР лечение для обожжённых. Ленинградский детский ортопедический институт стал центром борьбы с детской инвалидностью в СССР, где лечили детей с нарушенным опорно-двигательным аппаратом. В Научно-практическом онкологическом институте располагался крупнейший в СССР центр хирургического, лучевого и комбинированного лечения рака.
Ленинград был причастен к ряду научных исследований, например в городе действовал Арктический институт, который организовывал научные экспедиции на Крайнем севере. В Ленинграде был построен Северный полюс-1 для экспедиции на Северном ледовитом океане. Для экспедиций использовались и дореволюционные судна, например «Красин». По проекту инженера Гаккеля был разработан первый в СССР тепловоз, совершивший первый рейс от Ленинграда до Обухова. Историк, этнограф Юрий Кнорозов сумел расшифровать письменность древней цивилизации майя.
Во время блокады Ленинграда многие учёные были эвакуированы, оставшиеся учёные искали способы обезопасить город от бомбёжек, разрабатывали способы улучшения оружия или научными методами изучали слабости противника (например температуру замерзания бензина у немецких самолётов), учёные предложили использовать суперфосфат для покрытия чердачных покрытий для защиты от пожаров. Учёные также вырабатывали растворы для лечения больных и предотвращали распространение эпидемий, разработали хвойный раствор, спасавший горожан от цинги.

### Образование
В Ленинграде шло активное развитие всеобщего образования, к 1941 году была выстроена система непрерывного образования и все дети в городе были обязаны посещать школьные учреждения. Была впервые выстроена дошкольная система, к 1935 году в Ленинграде работало 827 детских садов и яслей. Согласно выстроенной системе, малыши отправлялись в ясли, детский сад, начальную школу с четырьмя классами и среднюю школу в семь лет — стандартную школу, техникум или фабрично-заводское училище. Окончание средней школы было обязательным, мальчики и девочки отныне учились совместно. В Ленинграде было построено около 200 новых школьных зданий. Утро в школах начиналось с зарядки под аккомпанемент рояля. Утром обязательно проводились уроки по «политпросвещению». В кабинетах вешали портреты Ленина, Сталина, известных учёных или литераторов. В среднем преподавали по пять — шесть уроков в день. Прилежных учеников принимали в пионеры, ученики принимали участие в первомайских демонстрациях, лучшие ученики имели право нести флаги. Во многих школах располагались мастерские — столярные, перелётные, швейные. Дети могли объединяться в мастерские кружки и оставаться в них вне учебного времени. В школах также имелись духовые оркестры, школьные хоры и драмкружки. Для борьбы с массовой безнадзорностью среди детей рабочих, толкавших их на хулиганство, двери школ оставались открытыми до девяти часов вечера. Во время блокады Ленинграда продолжали работать школы, велось образование для оставшихся в городе детей. В ноябре 1941 года работало 39 школ, уроки часто проводились в бомбоубежищах. Для детей устраивали новогодние ёлки.

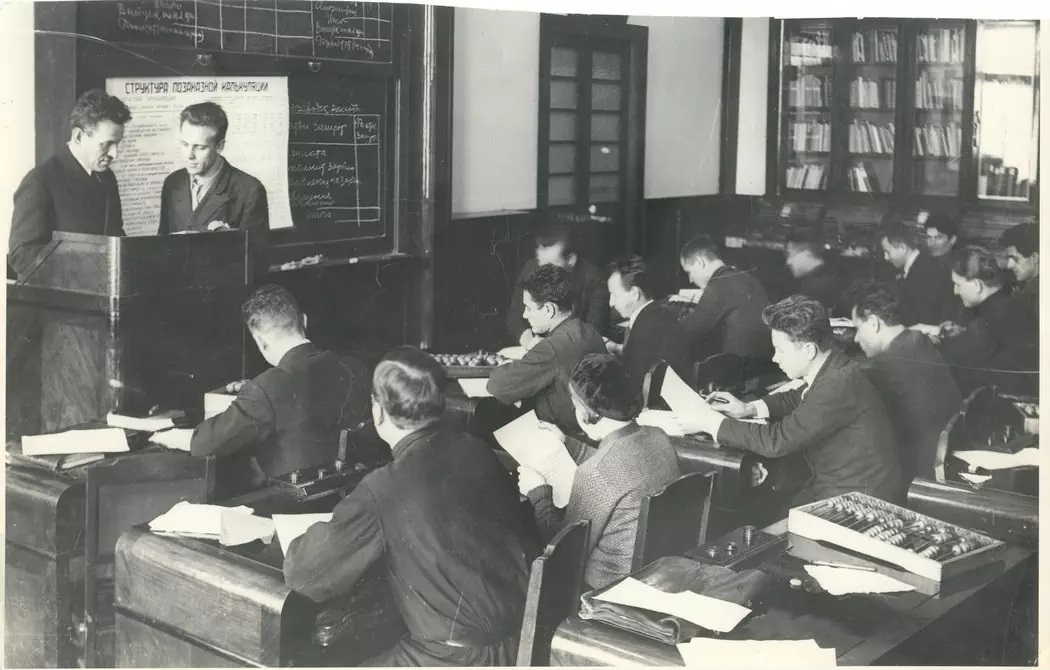
Занятие по счётной технике в ЛФЭИ, 1937 год

Соцсоревнование влияло и на школьную жизнь, с создании лучших работ и проектов соревновались между собой ученики, классы, школы, в том числе и между городами. В школах устраивали шуточные соцдоговоры между детьми и родителями, которые обязывали прилежно учиться и выполнять работу. Многие ученики становились пионерами, цель движения заключалась в идеологическом воспитании молодого советского поколения.
К 1941 году в Ленинграде действовало 62 вуза, 9 из них были дореволюционными, а остальные были построены в советское время. Их выпускники становились советскими инженерами и пополняли ряды инженеров в разных регионах СССР. В ленинградской образовательной системе частично сохранились дореволюционные научные школы и традиции, часть преподавательского состава сохраняла свою должность ещё с дореволюционных времён. При институтах открывали рабочие факультеты или рабфаки, в которым позволяли получить образование детям из рабочих и крестьянских семей, по какой либо причине не сумевших окончить среднее образование, но желавших получить высшее образование. На рабфак принимали по направлениям фабрик и заводов. Рабфаковцы получали стипендию и могли учится в институтских аудиториях, кабинетах и лабораториях.
В каждом институте имелись комсомольские и партийные организации, которые могли вмешиваться в учебные процессы, следить за поведением студентов и учителей, чтобы выискивать среди них антисоветски настроенных и склонных к «буржуазному» поведению. В институты не принимали детей репрессированных, бывших нэпманов и эмигрантов.
При Сталине в рамках ликбеза множество изначально безграмотных граждан было обучено грамоте. Обучение грамоте было обязательным. В школах и гимназиях вечером после рабочей смены массово проводились уроки для взрослых, куда приходили рабочие фабрик и домохозяйки. Обучение грамотности имело пропагандистскую цель, чтобы рабочие могли читать лозунги и государственные газеты.

## Население
В сталинский период вплоть до начала Второй мировой войны шёл непрерывный рост населения, если в 1926 году в Ленинграде жило 1 590 000 людей, то в 1930 году — 2 009 000, в 1935 году — 2 717 000, в 1940 году — 2 900 000. Прирост населения замедлился в конце 1930-х годов вместе с ужесточением правил переселения из деревень.

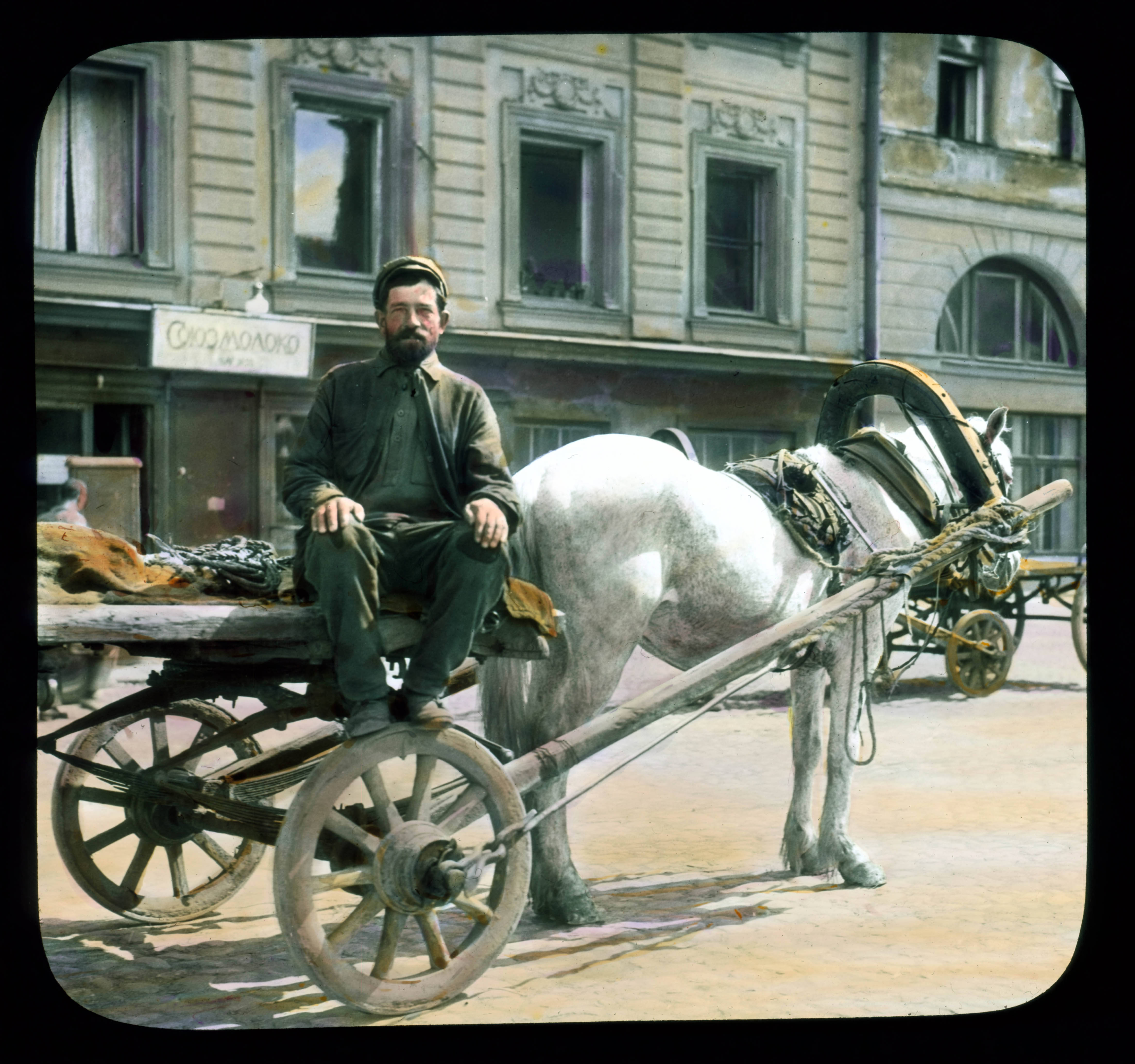
Ленинградский извозчик, 1931 год

В Ленинграде жили представители национальных меньшинств — евреи, украинцы, белорусы, прибалты, немцы и другие. В составе населения в вышеописанный период впервые начали преобладать женщины. Несмотря на стремление к эмансипации, женщины облагались тройным бременем, они совмещали работу, домашнюю работу и уход за детьми. В 1930-е годы шла реставрация идей семейных ценностей, пропаганда начала распространять идею женщины, как хранительницы семейного очага.
Во время блокады Ленинграда по разным оценкам от голода и бомбёжек погибло от 641 000 до 1 000 000 человек. Значительная часть ленинградцев была эвакуирована, вначале эвакуировали детей, но в планах эвакуации не учли слишком быстрое передвижение немецких войск и многие дети погибли под бомбёжками. После войны многие дети потеряли родителей.
После войны ленинградцы стремились вернуться в город, однако им не давали туда возвращаться, до 1946 года въезд в город дозволялся по специальным пропускам. Многие уехавшие специалисты насильно удерживались в новых местах проживания. Те Ленинградцы, которым удавалось вернуться в город часто теряли квартиры, либо они были разрушены или же занимались новоприезжими. Доля женщин была заметно выше доли мужчин, так как значительная часть мужчин погибла на фронте. Женщины начали работать на традиционно мужских работах — водили машины, чистили улицы, работали на фабриках, укладывали рельсы, строили дома и дороги.
Население начало снова стремительно расти за счёт принятия в город крестьян и жителей разорившихся во время войны городов. Если в 1945 году в городе жило 1 200 000 человек, то в 1947 году — 192 000, а в 1957 году — 2 186 000 человек. Несмотря на восстановление городской жизни от последствий Великой отечественной войны, в целом Ленинградцы жили бедно, жилищные условия оставались серьёзной проблемой, существенное повышения уровня жизни и благосостояния начнётся с 1960-ми годами.
Для очистки от «социально вредных групп» в Ленинграде для её жителей в 1932 году была введена обязательная паспортная система и прописка. Ещё с дореволюционных времён оставалась распространённой система отходничества, когда на временные работы в город массово прибывали люди из посёлков и возвращались обратно, они исполняли роль дешёвой рабочей силы.

### Городские классы

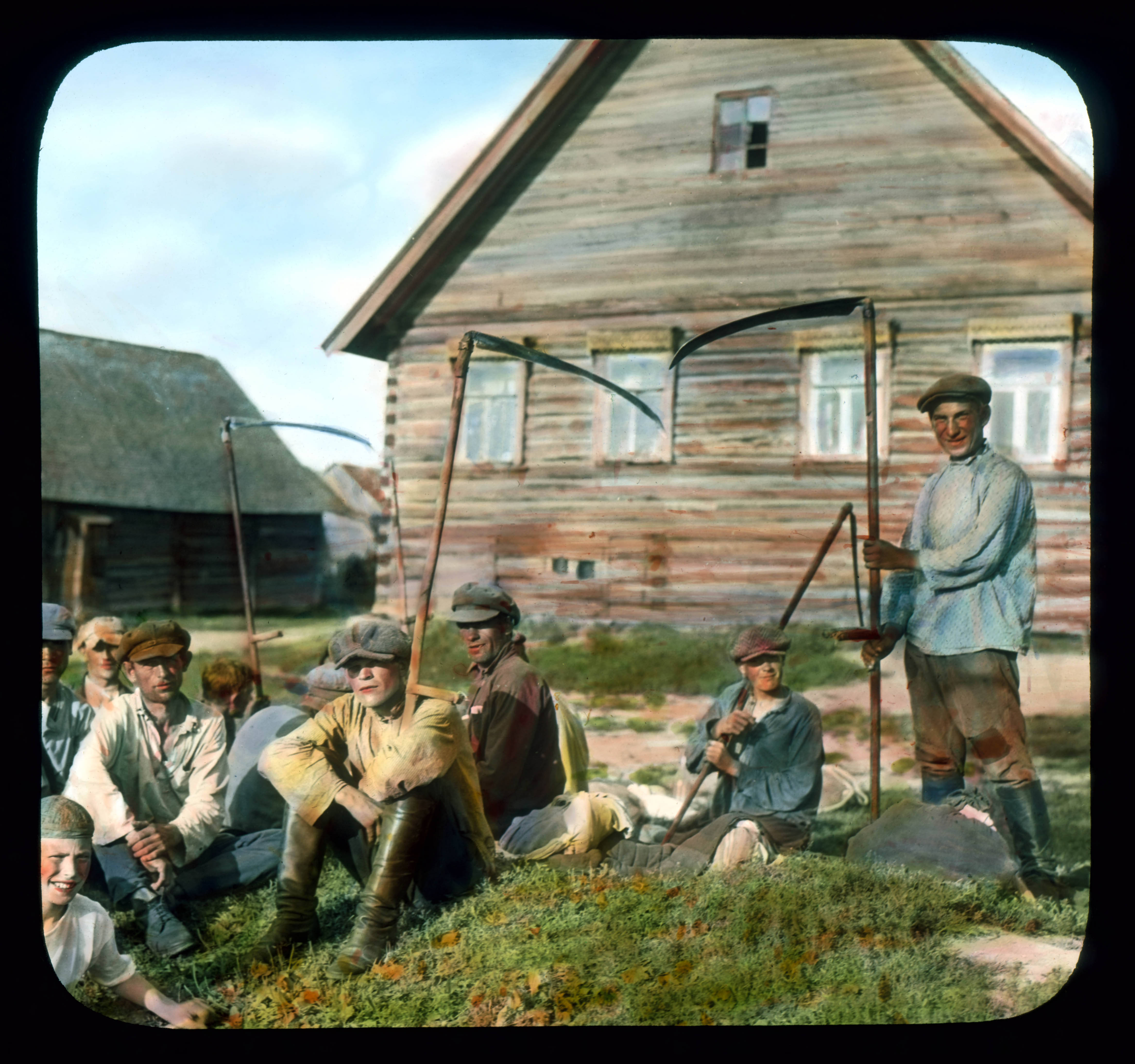
Жители пригородных территорий Ленинграда, 1931 год

Население Ленинграда делилось на разные группы, дореволюционное наследие деления на сословия было ещё сильно и отражалось на жизни ленинградцев, их правовом положении и образе жизни. Значительную часть населения составляли «лишенцы» — бывшие дворяне, священнослужители и предприниматели. Они ещё сохраняли многие дореволюционные традиции в быту. Лишенцы были самой бесправной и дискриминируемой группой, до 1936 года они были лишены избирательного права, в период голода лишенцы не получали еду по карточкам, в период массовых репрессий они стали излюбленной целью милиции. Таких людей называли буржуями или интеллигентами, вкладывая в них оскорбительный смысл. Коренные петербуржцы часто придерживались особых поведенческих кодексов, например мужчины уступали место женщине, вели себя подчёркнуто вежливо и скромно. Как правило интеллигенты имели простое музыкальное образование, могли петь и играть песни на рояле. Часто такую манеру поведения перенимали другие слои населения, потомственные рабочие.

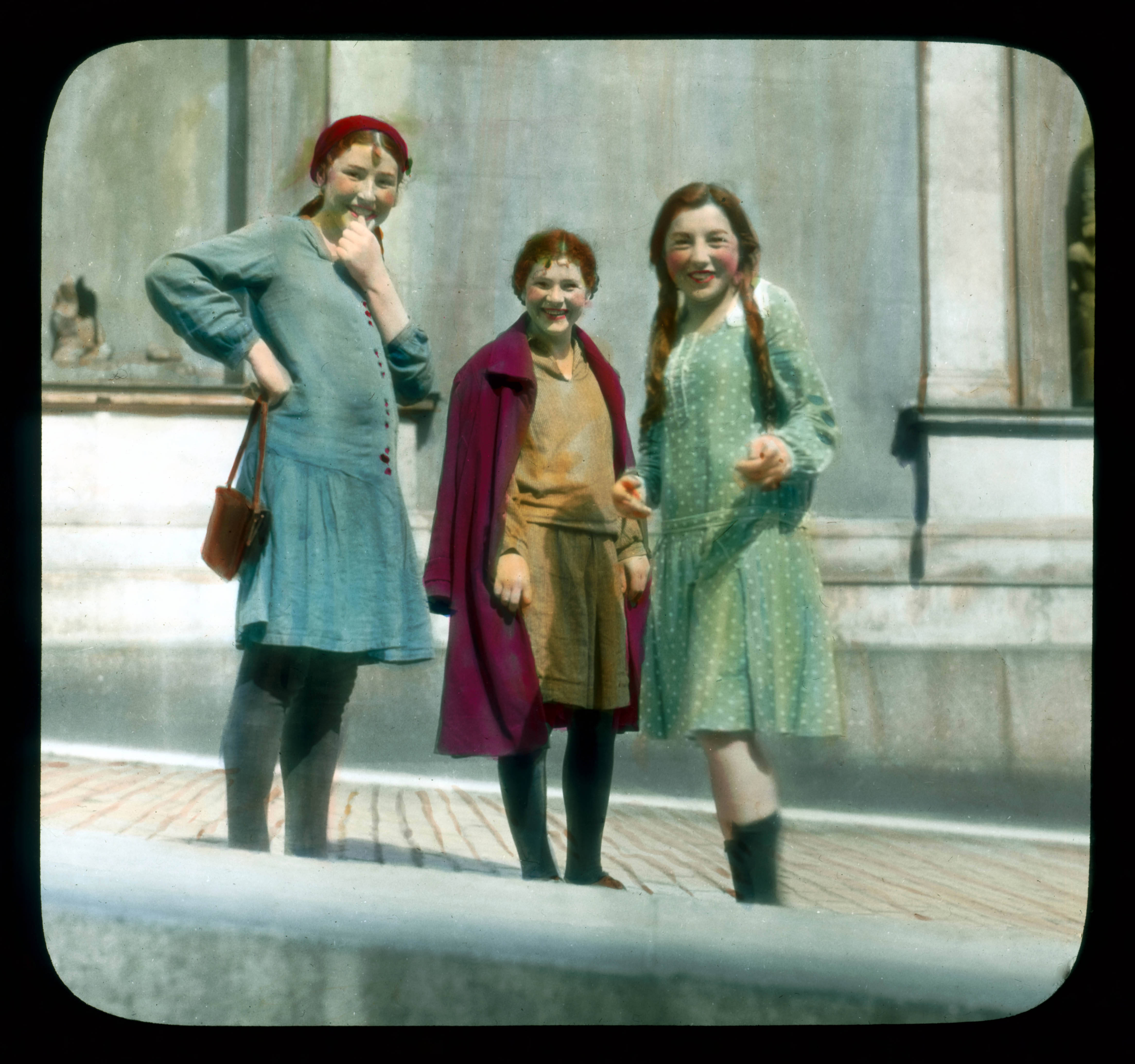
Ленинградские девушки, 1931 год

Другая значительная группа состояла из обывателей — «коренных» петербуржцев в несколько поколений, в целом они были аполитичными и непримечательными. Многие из них были рабочими, мелкими служащими. Среди ленинградцев было много тех, кто демонстративно поддерживал советскую власть. Большая часть ленинградцев состояла из бывших крестьян, которые отправлялись в Ленинград в поисках лучшей жизни и бежали из деревни, спасаясь от голода и коллективизации. В основном новоприбывшие шли работать на заводы. Переселенцы теряли связь с деревней, но часто и не могли ассимилироваться до конца в городскую жизнь, от чего часто вели себя вызывающе, бескультурно в отношение к остальным горожанам, горожане часто плохо относились к новым переселенцам, слова «деревня» приобретало оскорбительную коннотацию для обозначения примитивного и бескультурного человека. В городе, как социальная группа продолжали существовать ремесленники, чья деятельность хоть и ушла в основном в подполье, но они по-прежнему играли важную роль в производстве и обеспечении населения товарами первой необходимости.
Формально самой представленной группой был пролетариат — люди скромного происхождения и прежде всего рабочие фабрик, но фактически рабочие продолжали жить зачастую в самых тяжёлых условиях, им могло не хватать коек в общежитиях. Рабочие были самой многочисленной категорией городского населения, между революцией и началом второй мировой войны среди рабочих заметно выросло число высококвалифицированных, также повысился уровень грамотности, к 1939 году все рабочие умели читать, однако только 8 % из них имели среднее образование, доля квалифицированных специалистов приходилась в основном на молодежь. Фактически самой привилегированной группой были партийные чиновники, руководители заводов и их семья, они жили в лучших квартирах с собственной прислугой, снабжались лучшими продуктами. Они имели собственные автомобили. Начальники заводов в качестве личной прислуги использовали людей, записанных как работников «их» заводов.

## Экономика
В период правления Сталина после сворачивания новой экономической политики в СССР, в том числе и Ленинграде формировалась плановая экономика, где все предприятия, железные дороги и банки отходили во владение государством. Советская экономика развивалась по пятилетним планам — «пятилеткам», первая длилась с 1929 по 1933 год, а вторая — с 1933 по 1937 года. Для наращивания производства и создания нового оборудования требовалось много металла. Организация, занимавшаяся торговлей с иностранцами называлась торгсином и занималась продажей промтоваров и продуктов в обмен на золото, серебро, драгоценности, старинные предметы и иностранную валюту. Ради выполнения планов по пятилеткам для добычи металла плавили церковные колокола, в том числе и Исаакиевского собора. Государство отбирало золото для его продажи, чтобы закупить оборудование, для этого, переплавляли церковную утварь, отбирали у бывших нэпманов драгоценности. Для того, чтобы обеспечить финансирование пятилеток, продавались за границу экспонаты в Эрмитаже. В Ленинграде была наращена продажа водки, приносившей государству неплохую казну. Государство принуждало покупать горожан облигации по внутренним займам.
В Ленинграде была восстановлена работа порта, в который привозили купленные за золото станки, инструменты и оборудование для заводов. По реке и железным дорогам из Ленинграда в СССР привозили обувь, ткани, швейные изделия, оборудования для заводов и ГЭС.
В послевоенный период шло развитие теневой рыночной экономики, в условиях общей разрухи, спровоцированной Второй мировой войной и первостепенной задачи по восстановлению городского хозяйства, государство не было в состоянии ликвидировать частное предпринимательство и не желало этого делать в свете того, что на данный момент само не было в состоянии самостоятельно удовлетворить потребности граждан.

### Торговля

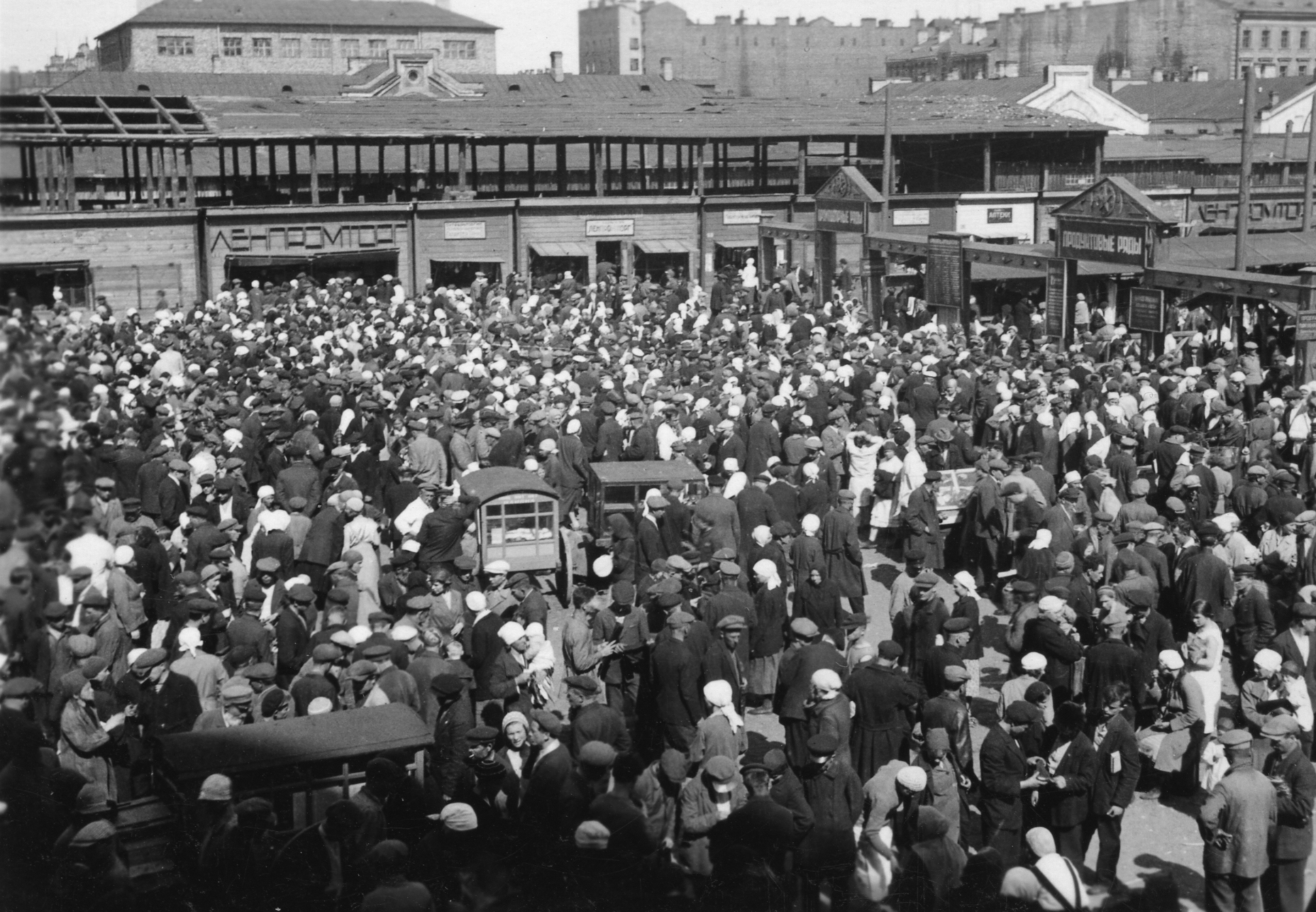
Ленинградский рынок

Частная торговля была запрещена и все частные магазины времён НЭПа исчезли, в Ленинграде остались только государственные магазины. Распределение товаров и продовольствия в первой половине 1930-х годов шло по карточной системе, такая система разрушила сформировавшийся в городе товарооборот и ленинградцы жили в условиях полуголода и острого товарного дефицита. Из-за низких цен на карточные пайки, обороты государственной и кооперативной торговли оставались крайне низкими, полученные зарплатой деньги не возвращались в казну через торговлю. Вместе с отменой карточек государство надеялось оживить государственную торговлю, но по-прежнему запрещая рыночную торговлю, которая по мнению властей подрывала бы усилия государства по увеличению товарного фонда.
Товарный дефицит в условиях карточной системы плохо сказывался на качестве жизни горожан. Дефицит возникал вследствие слабой развитости лёгкой промышленности, так как до недавнего прошлого бытовые товары производились ремесленниками, чья деятельность была сильно ограничена. Также значительная часть произведённых на фабриках товаров уходила на обеспечение госучреждений, создание неприкосновенных запасов, обеспечение армии и т. д.. Неадекватность распределительной системы продовольствием приводила к массовым хищениям и порче продовольственных продуктов.
Чёрный рынок по-прежнему оставался крайне важным источником товарного снабжения. Товары покупали на блошиных рынках, ломбардах, квартирах перекупщиков. При неадекватном государственном снабжении шло развитие подпольной рыночной экономики, остававшейся для многих граждан жизненно необходимой и объективно неизбежной. Старые вещи было принято не выкидывать, а продавать старьёвщикам. Квартирное убранство как правило было скромным, люди пользовались примитивной мебелью. Так как продукты в магазинах были слишком дорогими для большей части горожан, они продавали сохранившиеся дореволюционные ценности, если таковые имелись, на которые можно было приобрести дефицитные товары.

#### Уличная торговля

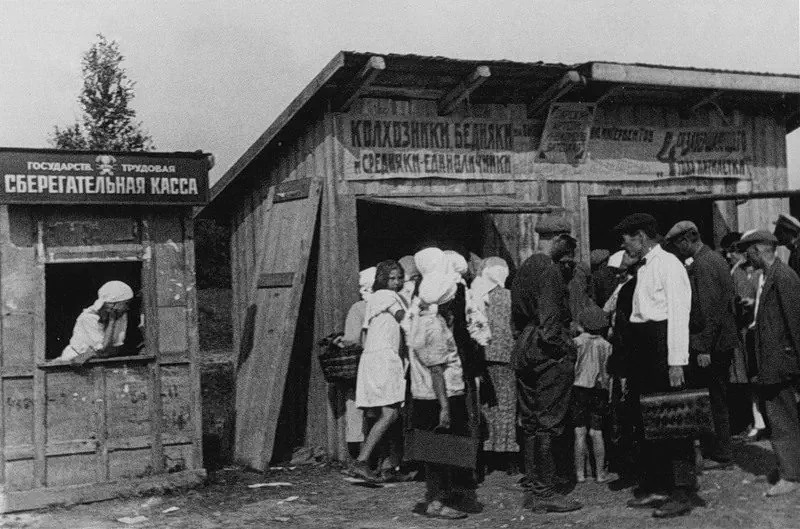
Вход на Предтеченский рынок, 1932 год

Согласно задумке правительства, колхозные рынки выступали бы важнейшими каналами продовольственного снабжения; колхозникам и единоличным трудящимся предоставлялось право продавать свои излишки на рынках. К концу 1930-х годов в Ленинграде их насчитывалось более 20. Колхозные рынки оставались жизненно необходимыми для тех категорий граждан, которым не полагалась выдача продовольственных карточек.
Основными местами торговли становились существовавшие до революции рынки — Апраксин двор, Сытный, Андреевский, Троицкий рынки, был открыт новый Кузнечный рынок. Фактически колхозные рынки становились основными местами и теневого рынка. Колхозники составляли в них малую часть и «колхозными» рынки оставались символично. Колхозники зачастую не были в состоянии выполнить требуемые обязанности перед государством в обеспечении продукции и до этого момента не допускались к рынкам, или же торговля отвлекала их от полевых работ, часто колхозники нелегально перепродавали продовольствие торговцам. В борьбе с этим явлением государство организовывало специальные штаты, занимавшиеся перекупкой колхозной продукции.
В 1936 году мелкое предпринимательство было вновь разрешено, что свидетельствовало о провале государственной политики по обеспечению населения товарами усилиями только государственной промышленности. Имевшиеся рынки были лишены элементарных удобств, например лишь 3 рынка из 23-х имели крытые помещения, на рынках отсутствовали водопровод и канализация. Роль рынка в обеспечении населений продовольственными товарами сохраняла свою основную значимость до 1935 года, после чего основные функции снабжения начали постепенно перекладываться на государственную торговлю. В начале 1930-х годов рабочий покупал на рынках 60 % рыбы, 70 % сыра и 80 % мяса.

#### Торговые учреждения
Во второй половине 1930-х годов в Ленинграде начали предприниматься серьёзные меры по наведению организованности и порядка снабженческой отрасли. Для продажи продовольствия во всех городских районах создавались райпищеторги, полностью реорганизовывалась существовавшая госторговля. В структуре Ленсовета создавался городской отдел внутренней торговли. Всё это делалось для подготовки к отмене карточной системы, шло развитие лёгкой и пищевой промышленности в Ленинграде. Началось строительство сети государственных торговых учреждений.

Фрунзенский универмаг

С 1934 до 1937 год количество точек торговли удвоилось, товарооборот увеличился более, чем в два раза, однако это касалось только продовольствия, промтоварный оборот оставался по-прежнему низким. Рост товарооборота вопреки ожиданиями не решал проблему с товарным дефицитом, так как в городе росло население и его покупательская способность, превышавшая темп роста товарооборота. Из-за недостатков распределительной системы и слабой лёгкой промышленности товары не поступали в магазины в нужных объёмах. Люди приходили к магазинам в 4 — 6 часов утра и вставали в очереди по 200—300 человек, чтобы иметь возможность купить товары и продукты первой необходимости. Если в универмаги привозили платья и ткани, то люди формировали очереди в 2000 — 3000 человек с вечера предыдущего дня. Значительная часть людей в очередях было спекулянтами, которые затем перепродавали товары по завышенной цене.
На дефицит товаров влияли массовые хищения, в которых в рамках круговой поруки могла быть задействована большая часть работников отделов торговли. В Пассаже — крупнейшим торговом центре в Ленинграде была создана подпольная биржа по обороту дефицитных промтоваров. В условиях товарного дефицита цены на товары задирали перекупщики-спекулянты.
В 1930-е годы были построены первые государственные универмаги, например выборгский и фрузенский универмаги, однако выбор товаров в них был скудным. Магазины часто продавали один вид продукции.
Большая часть сбывавшихся товаров была ленинградского производства. Коммерческие магазины баловали изобилием товаров на прилавках, которые не могла себе позволить купить большая часть горожан. Самыми крупным таким магазином был «Пролетарий». Центром торговли оставался бывший дом гвардейского экономического общества, там располагался отдел торгсины, где велась торговля с иностранцами и где ленинградцы в обмен на золото приобретали дефицитные товары. Сохранялась кооперативная торговля, однако товары там сбывались только членам потребительских кооперативов, но даже в таких случаях за товарами выстраивались очереди. В 1935 году здание было национализировано.

### Ремесло
Ремесленные мастерские и артели процветали в период новой экономической политики, но пережили тяжёлый удар вместе со сворачиванием нэпа. Постепенное возрождение ремесленного дела наметилось к началу 1940-х годов в условиях сталинской модернизации. Более 80 % продукции, поступавшей на колхозные рынки создавались частным лицами, ремесленниками в результате мелкого предпринимательства. При этом крестьянам запрещалось заниматься кустарной деятельностью, связанной с производством продуктов питания. Ремесленники или кустари получали государственные патенты на изготовление и ремонт обуви, одежды, мебели, замков и выполнение прочих мелких работ. Несмотря на предоставление легального экономического пространства, ремесленных изделий было недостаточно для насыщения потребительского рынка товарами. Многие кустари продолжали заниматься своим делом нелегально и подпольно, прикрываясь колхозными справками, артелями инвалидов, вывесками общественных организаций. «Кустарь-подпольщик» играл важную роль в обеспечении населения товарами народного употребления.
Расцвет ремесленных артелей в Ленинграде пришёлся на послевоенный период рубежа 1940-х и 1950-х годов в условиях ослабленного преследования частных предпринимателей. Вопреки запрету горисполкома, мастерские открывались в самом центре города. Государство проводило периодические рейды на мастерские и закрывало их, но они снова открывались, пользуясь большим спросом у горожан. Многочисленные ограничения, налагаемые на ремесленников побуждали их идти на нарушение закона. Милиция устраивала облавы на кустарей на рынках, для своей защиты ремесленники объединялись в подпольные организации, которые находили защиту у коррумпированных госслужащих, приобретая у них сырьё и материалы с госпредприятий.
Из-за своей подпольной деятельности, подпольные цеха играли важную роль в теневой торговле и через торговцев сбывали свои товары на рынках. Теневики чутко реагировали на изменения на рынке и шаги государства по усилению контроля в тех или иных сферах потребления, как только усиливался дефицит того или иного вида продукции, теневики переориентировались на его производство. Для борьбы с кустарями на рынках было запрещено продавать новую продукцию, тогда продажа предметов была налажена через систему комиссионной торговли. Безопасным способом ремесленной деятельности было его внедрение в кооперацию — промышленную, потребительскую или инвалидов. В 1948 году в Ленинграде под прикрытием кооперативов работало 60 ремесленных цехов. В городе на свой страх и риск работало множество кустарей-одиночек, для которых это был единственный способ заработка. Для обеспечения населения готовым питанием, строились фабрики-кухни, открытые в 1930 году Выборгская и Василеостровская фабрики-кухни выпускала ежесуточно до 95.000 порций и 35.000 порций.

### Производство
Ещё в ранний период XX века Ленинград, как бывшая столица бывшей Российской Империи оставался индустриальным центром СССР. После сворачивания новой экономической политики, был принят план по наращиванию в СССР тяжёлой индустрии, чтобы по этим показателям догнать развитые капиталистические страны. Ленинград, как город с самой развитой промышленностью с ещё дореволюционного периода играл ключевую роль в развитии промышленности, производя станки и оборудование — для строившихся заводов в остальных частях СССР. В Ленинграде строились заводы современных промышленных отраслей — химической, радиотехники, самолётостроения. В Ленинграде планировали развитие военной промышленности, науки и подготовки военных специалистов.

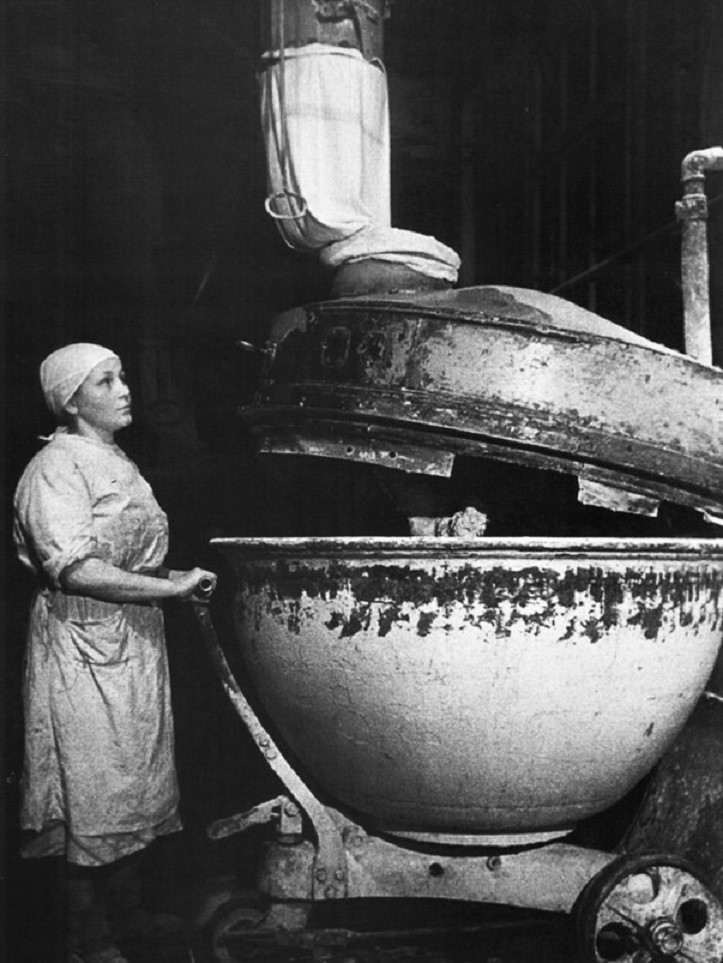
Ленинград. Тестомес хлебозавода № 61 К. Симонова

Ради выполнения пятилетних планов был принят план социалистического соревнования, предполагавший соревнование между предприятиями по выполнению планов, которые поощрялись бы премиальной системой. Было организовано ударное движение, поощрявшее перевыполнение установленных норм и вскоре заменённое стахановским движением, культивировавшим перевыполнение нормы в несколько раз, самые экстремальные формы переработки — движения двухсотников и тысячников практиковались в годы второй мировой войны. В сталинский период руководители мало интересовались условиями труда и рабочие под общественным давлением шли на постоянные переработки, между цехами и бригадами устраивались соревнования. Власти обеспечивали стахановцев лучшими станками и в целом более благоприятными условиями, нежели остальных работников, часто на фабриках наблюдалась картина, когда стахановец по соседству с остальными коллегами по цеху работал на лучшем станке. На заводах действовала строгая дисциплина, за опоздание и главным образом за кражу или брак могли отправить в трудовой лагерь или расстрелять. Рабочие инженеры на ленинградских фабриках изобретали станки, способные заменить людской труд и снизить стоимость производства.

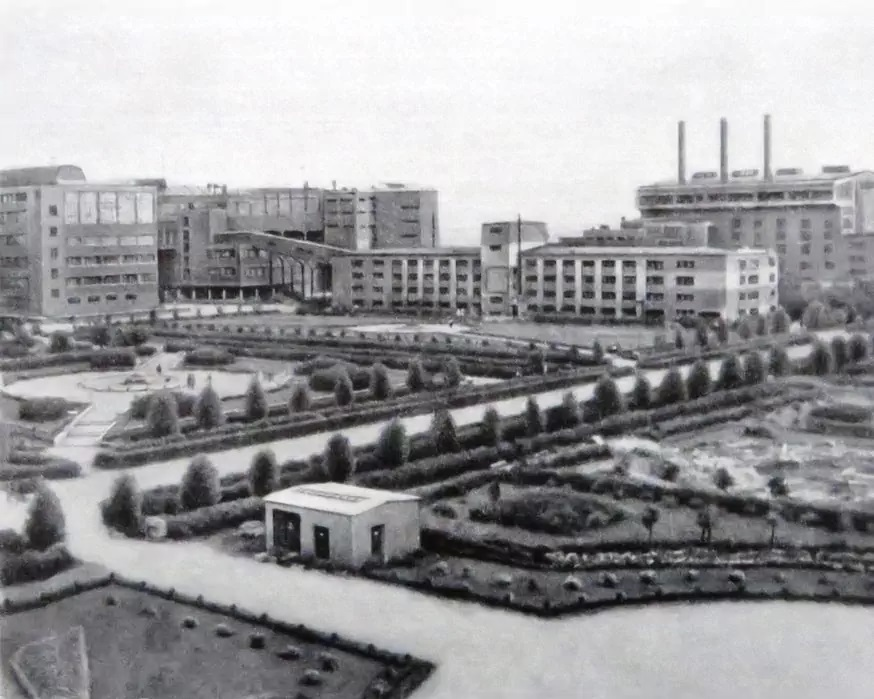
Мясокомбинат имени С. М. Кирова, 1935 год

В 1930-е годы сопровождался ростом тяжёлой промышленности, созданные изделия показывались на праздничных демонстрациях. Наращивалось производство военной продукции, на Кировском заводе производили танки КВ. На заводе Большевик началось массовое производство турбин для военных самолётов, на верфях начали строиться военные судна, разглашать о военной продукции было строго запрещено. Металлический завод и Электросила наладили производство паровых, гидротурбин и гидрогенераторов, поставлявшихся во все крупнейшие электростанции в СССР, Севкабель обеспечивал страну силовыми кабелями, в Северной верфи был построен первый рефрижератор, «Невский машиностроительный завод» обеспечивал судостроительные заводы турбовентиляторами, «Завод подъёмников» начали производить подъёмно-транспортное оборудование для портов страны, на заводе ГОМЗ производили киноаппарат «Русь» и массовый фотоаппарат «Фотокор № 1», на заводе также был создан тогда единственный в Европе телескоп-астрограф для Пулковской обсерватории, чтобы фотографировать ночное небо. На заводе Буревестник создавались первые в СССР рентгеновские аппаратуры, на экспериментальном заводе точного машиностроения выпускали первые в стране полиграфические машины для типографий, на заводе Светлана было налажено производство первых в стране радиоламп. Завод Большевик производил металлические плиты для укрепления шахт, эскалаторы и проходческие щиты для строительства московского метрополитена.
В связи с развёртыванием Красной армии, массового призыва и массовыми репрессиями в 1939 году, заводы столкнулись с дефицитом кадров, начали вводиться сверхурочные часты и на работы на фабриках мобилизовали женщин-домохозяек. В первые дни войны промышленность переориентировалась на выпуск военной продукции — танки, одежду для военных, оружие, мины и гранаты. В связи с угрозой захвата города, советское руководство приказало эвакуировать 70 % всего оборудования и специалистов. Особо ценные станки по приказу Сталина увозили на самолётах, когда блокадное кольцо сомкнулось вокруг города. Во время блокады Ленинграда большая часть промышленности встала, многие ленинградские предприятия с их работниками были эвакуированы и на их базе срочно создавались новые заводы в других регионах СССР, которые продолжили свою работу и после войны. Оставшиеся заводы продолжали выпускать мины, снаряды, одежду для фронтовиков, на заводы шли работать женщины, подростки и пенсионеры на замену ушедшим на фронт мужчинам. Люди точили снаряды в условиях постоянной угрозы бомбёжек и оставались ночевать там. Предполагался тайный план уничтожения предприятий, электростанций и объектов инфраструктуры в случае взятия немцами города.
После войны промышленность начала восстанавливаться, серьёзную проблему представляли производственные помещения, сильно пострадавшие от войны, на заводы привозили оборудования из других регионов СССР, а также из Германии немецкое оборудование зачастую было сильно устаревшим. Промышленность в целом была восстановлена в 1947 году, однако в основном она обслуживала военную промышленность.
В рамках генерального плана по строительству нового городского центра на юге, промышленные районы предполагалось перенести за пределы границ города, однако не подчинявшиеся Ленсовету многие заводы из-за дороговизны переноса производства и отсутствия нужной транспортной инфраструктуры держались за свои места, разрастались и начали формировать серую зону между исторической застройкой и южными районами. Эта проблема приобретёт наиболее острый характер во второй половине XX века.

## Управление
Управление в городе осуществлял Ленсовет и с 1936 года — Ленгорсовет. Постановления Ленгорсовета исполнял Ленгорисполком. Отделы в его составе ведали коммунальным хозяйством. Роль органов власти в городских районах исполняли районные Советы депутатов трудящихся — райсоветы, райисполкомы осуществляли их постановления. Райсоветам подчинялись жилищные хозяйства, занимавшиеся благоустройством участков, ремонтов водопровода и т. д.. Советы избирались горожанами, до 1936 года, до принятия конституции, избирательного права были лишены бывшие дворяне, предприниматели, священнослужители и другие представители непролетарских классов, которых называли «лишенцами».

Жданов и Сталин на похоронах Кирова, 1934 год

Деятельность Ленгорсовета прямо контролировалась высшей государственной властью из Москвы, коммунистической партией и НКВД. Административный центр Ленинграда было решено перенести в Дом Советов, изначально задумывавшийся, как центральное здание, «советский дворец» в новом городском центре, который предполагалось перенести на юг. Тем не менее Ленсовет предпочёл разместиться в Мариинском дворце, а в Доме Советов начали работали различные научные институты.
До 1926 года главой города был Зиновьев, до 1934 года — Киров и до 1945 года — Жданов. При Кирове в Ленинграде было снесено множество храмов. Жданов инициировал массовые репрессии и расстрелы жителей Ленинграда. Достижения в обороне Ленинграда мотивировали ленинградское руководство сформировать собственную коалицию «группы Жданова», задумавшею сформировать «Русскую партию». Испугавшись развала единой партии и угрозы своему авторитету, Сталин инициировал разгром ленинградского руководства и расстрел её членов в рамках ленинградского дела. Старый руководящий состав Ленинграда был уничтожен и заменён новым.
Начальники госучреждений и партийные чиновники занимались массовыми хищениями средств, которые выделялись рабочим, ветеранам, детям и инвалидам и хищениями товаров для перепродажи их на чёрных ранках, также были распространены откаты, взятки. На полученные через коррупционные схемы деньги и стройматериалы чиновники и начальники строили себе роскошные дачи загородом, площадь таких участков могла составлять несколько квадратных километров.

## Проблемы

### Репрессии
Сталинский период заполнился массовыми репрессиями населения, в том числе и Ленинграде, хотя политические преследования велись в и 1920-е годы, например в 1922 году группа учёных и литераторов была изгнана в Германию, именно при Сталине они достигли наивысшего масштаба в советской истории. В 1928 году от занимаемых должностей было отстранено множество «буржуазных» лиц, многие из которых были репрессированы. Арестовывали за участие в кружках, подозревая в продвижении антиправительственных настроений, среди арестованных например был Дмитрий Лихачёв. В рамках академического дела по сфабрикованным обвинениям были осуждены 115 учёных Академии Наук. В 1930 году было арестовано множество инженеров, обвинённых якобы в подрыве различных отраслей промышленности.

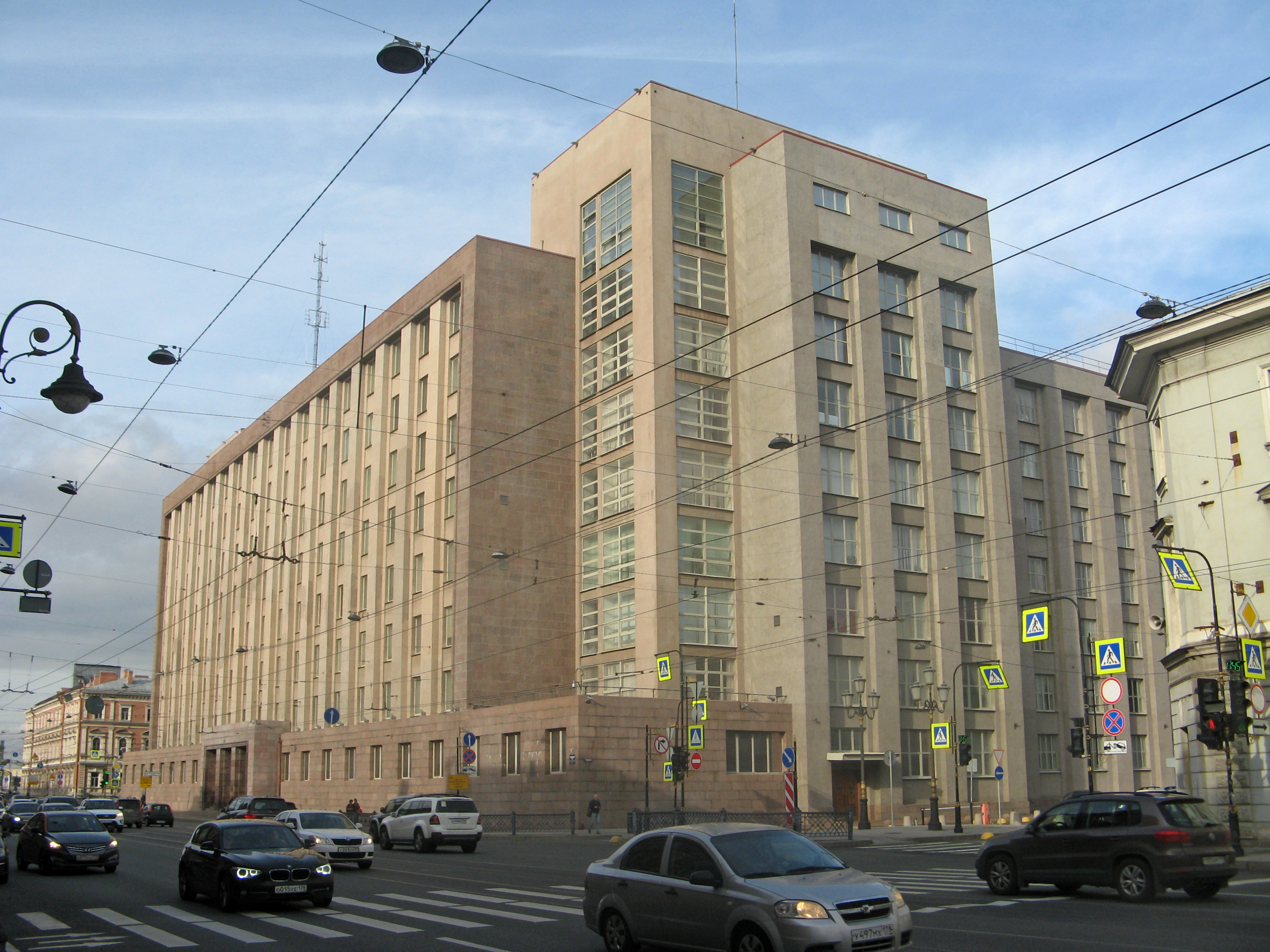
«Большой дом», куда доставлялись арестованные и проводились допросы стал неформальным символом сталинских репрессий в Ленинграде

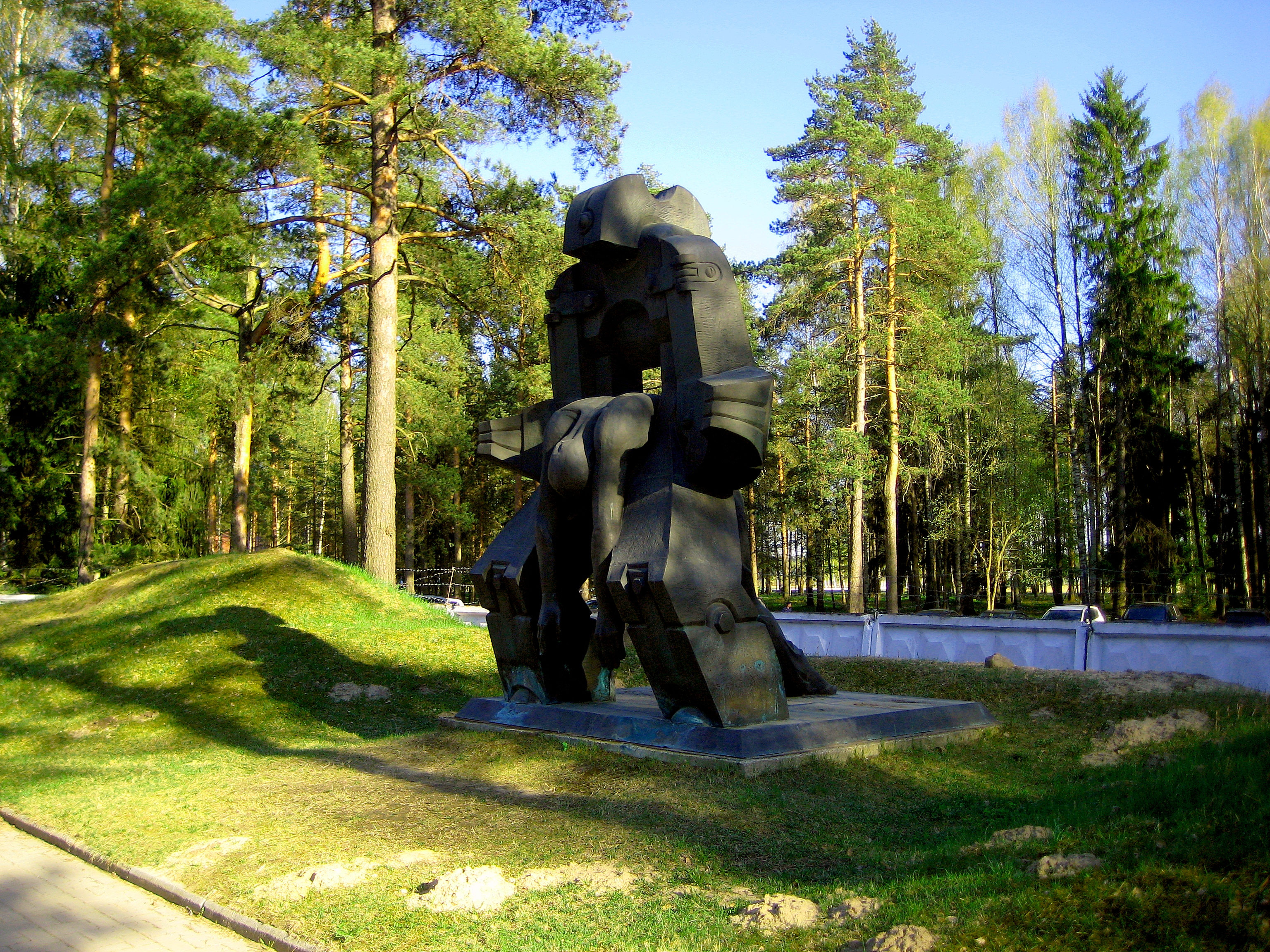
Молох тоталитаризма, который установили в 1996 году в память о жертвах сталинских репрессий в Левашовском мемориальном кладбище.

Новая волна сталинских репрессий была спровоцирована убийством Кирова в Смольном, в городе начались массовые чистки, было убито множество видных партийцев. В 1935 году в рамках операции «бывшие люди» из Ленинграда массово высылались люди дворянского происхождения, дети раннее изгнанных священников и бывшие офицеры. Часто детей репрессированных если не увозили из города, то оставляли без родителей, усыновление детей репрессированных было строго запрещено органами НКВД, однако это не останавливало некоторых ленинградцев тайно усыновлять таких детей.
1937 и 1938 года сопровождались Большим террором, репрессиям подвергались горожане самого разного происхождения, в том числе и рабочие, партийные работники, советские служащие, военные, домохозяйки. Репрессиям подвергались и все члены семьи репрессированного. В квартиры врывались ночью, уводя жертву. Машины, в которых увозили «врагов народа» назвали «воронками». Проводились репрессии против этнических немцев и поляков, их увольняли из фабрик и изгоняли из города, шло усиленное преследование врачей еврейского происхождения. На фоне массовых «чисток» ленинградцы жили в атмосфере постоянного страха и паранойи.
В Ленинграде, на Литейном проспекте был построен «Большой дом», где проводили допросы. В период с 1935 по 1940 годы в Ленинграде под руководством Жданова, по данными Политбюро ЦК КПСС конца 1980-х годов, было репрессировано 68 088 человек. За годы сталинского правления в Левашово было расстреляно и похоронено в братских могилах 45 тысяч человек
Больше всего под риски репрессий попадала политическая верхушка города. Очередная волна репрессий после войны прокатилась в рамках ленинградского дела, когда была разгромлена правящая верхушка Ленинграда. Под волну расстрелов попали многие хозяйственные, профсоюзные, комсомольские и военные работники, учёные, представители творческой интеллигенции.
В 1990-е и 2000-е годы в Петербурге установят памятники сталинским репрессиям, например на Левашовском мемориальном кладбище или Сфинксы на Воскресенской набережной.

### Голод и недоедание
К началу 1930-х годов вследствие сворачивания новой экономической политики, уничтожения рыночной экономики и насильственного введения коллективизации, в СССР начался массовый голод, который затронул и Ленинград. Тем не менее ситуация в городе оставалась лучшей, чем в деревне, посему в Ленинград прибывало множество крестьян, спасавшихся от голода. Ленинград вместе с Москвой и Киевом снабжался продовольствием лучше всего за счёт провинции, ленинградцы не доедали, но от голода не хворали и не гибли.
В 1929 году для борьбы с голодом и для развития колхоза была введена карточная система, которая существовала до 1935 года. Покупка сахара, хлеба, картофеля, масла, мяса, чая нормировалась. Для отоваривания карточек ленинградцы стояли часами в очередях, конфеты были роскошью. Больше продовольствия получали рабочие фабрик, например в день им полагалось по 800 граммов хлеба в день, служащим — по 300. «Лишенцы» — бывшие представители знати, интеллигенции, духовенства не получали никаких карточек. Партийные руководители и высший состав красной армии обеспечивались спецснабжением и всегда получали лучшее продовольствие. Свои пайки они могли получать в особых спецраспределителях.
Блокада Ленинграда сопровождалась массовым голодом, немецко-финские войска отрезали Ленинград от снабжения продовольствием и в сентябре немцы разбомбили бадаевские склады с основными запасами продовольствия. Была введена карточная система, нормы выдачи хлеба постоянно снижались, достигая 250 граммов хлеба рабочим и 125 остальным. Люди убили и съели почти всех кошек, собак и птиц, были известны случаи людоедства. Люди массово гибли от голода и на улицах падали замертво, ленинградцев от голода охватывало массовое бессилие и апатия. Чтобы выжить, ленинградцы продавали семейные ценности в обмен на еду. Голод дополнительно провоцировали спекулянты и некоторые работники, занимавшиеся распределением товаров, они воровали еду для перепродажи её на чёрном рынке. Ситуация с голодом улучшилась в 1942 году, когда ленинградцы начали массово сажать овощи на городских клумбах, газонах и парках и было налажено снабжение пищей через дорогу жизни. Итогом блокады Ленинграда стала смерть от голода сотен тысяч ленинградцев.
Проблемы с обеспечением продовольствия сохранялись и в послевоенное время, сохранялась карточная система. Продукты можно было приобрести на чёрном рынке, но по куда высшим ценам. Люди, жившие на окраине Ленинграда устраивали собственные огороды чтобы защитить себя от голода. Пользуясь огородническим опытом во время Блокады Ленинграда для решения проблем с голодом, ленинградское руководство инициировало организацию плодово-ягодных насаждений за чертой города.

### Бедность и товарный дефицит

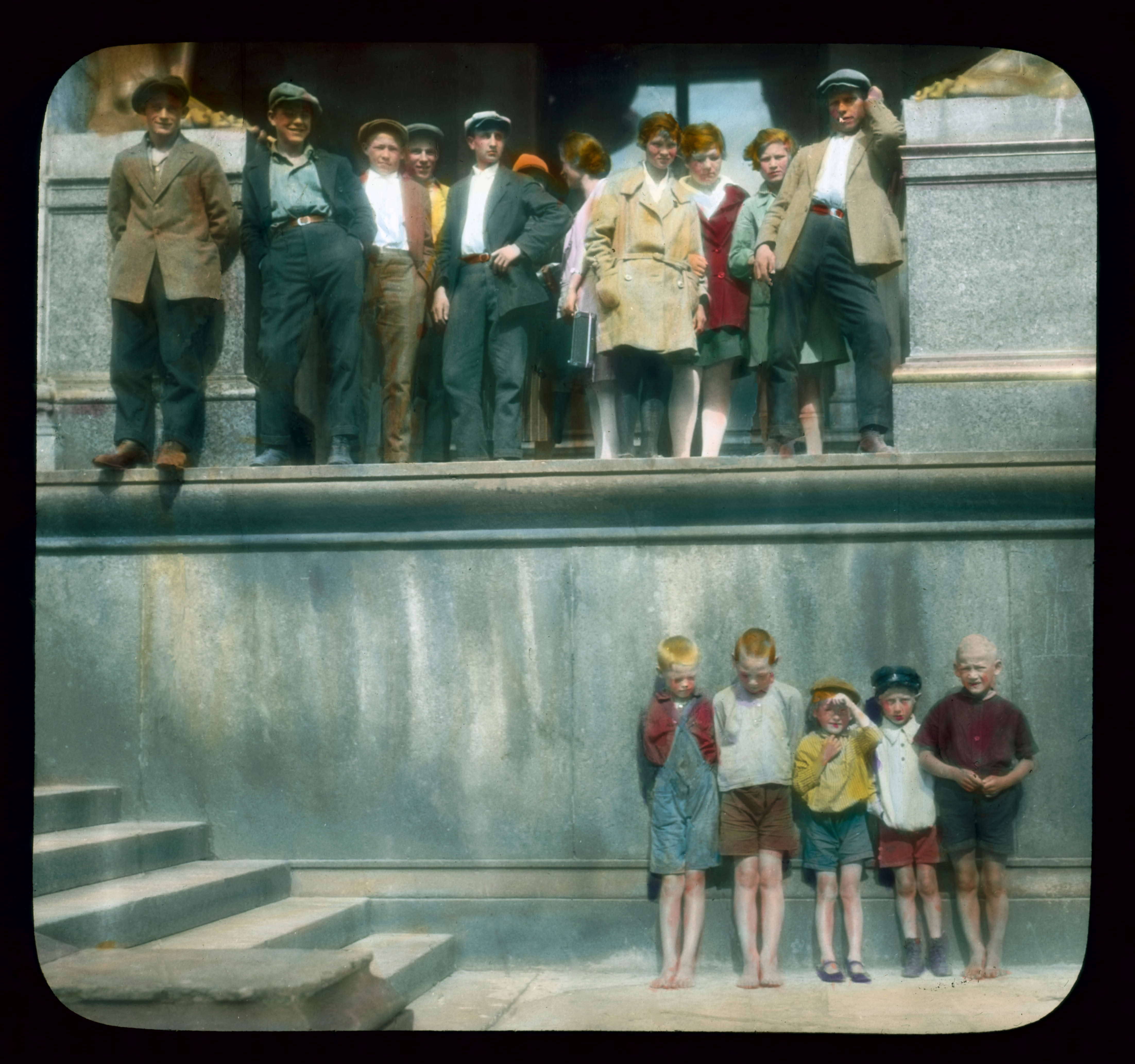
Дети у Эрмитажа, 1931 год

В условиях плановой экономики ленинградцы жили в условиях крайне тяжёлого материального положения и товарного дефицита. Однако материальное положение было значительно лучше в сравнении с жителями селений, поэтому шёл быстрый прирост населения за счёт миграции. В среднем петербуржцы тратили 60 % своего заработка на пропитание. Большая часть товаров, даже таких простых, как например сани или мячи были слишком дороги для горожан. Стремление добыть предметы повседневного быта была важной частью повседневной жизни. Существовал глубокий разрыв между низким товарооборотом и покупательской возможностью горожан, экономика не была способна удовлетворить растущий потребительский спрос и растущий запрос на качество товаров. В условиях дефицита не хватало например стеклянных банок и флаконов, поэтому их было принято не выбрасывать, а отдавать для повторного пользования. Качественные товары и например кожаные изделия не были доступны подавляющей части населения. При средней зарплате в 90 рублей в месяц кожаные ботинки например стоили 50 рублей.
Французский писатель Луи-Фердинанд Селин побывавший в Ленинграде 1930-х годов замечал, что продаваемые вещи, бывшие в употреблении были в таком плохом состоянии, что во Франции например такие вещи отправились бы только на помойку. Новые товары имели гораздо худшее качество или продавались в меньших количествах при соразмерных ценах в Европе. С точки зрения европейских туристов Ленинградцы жили в крайней бедности и одевались крайне бедно. К началу 1940-х годов в попытке решить проблему с товарами строились десятки новых заводов, выпускавших обувь, одежду и предметы быта. После 1937 года впервые наметилось снижение цен при повышении зарплаты, тем не менее товарный дефицит оставался по-прежнему удручающим в том числе из-за особенности товарного распределения в условиях плановой экономики. С 1934 по 1938 года вдвое вырос продовольственный товарооборот, но промтоварный оборот остался почти на том же уровне. Советско-финляндская война резко ухудшила продовольственную ситуацию в городе.

### Здравоохранение
Сталинский период сопровождался расширением полномочий и общественного статуса психиатров, влияние медицины росло на фоне нарастания антирелигиозной повестки. Сворачивание новой экономической политики привело к обнищанию населения, падению качества питания, а вместе с этим — ростом смертности и болезней, сформированная ещё с дореволюционных времён медицинская инфраструктура достигла пределов своей возможности. В Ленинграде продолжала работать дореволюционная медицинская инфраструктура. Она страдала от хронического недофинансирования, что плохо сказывалось на качестве врачебных услуг. Хотя медицина была бесплатной, обычными были случаи, когда медперсонал требовал деньги за услуги. Больницы были как правило переполнены. Руководство стремилось наращивать количественные показатели числа больниц, персонала и коек, но не справлялось с этой задачей из-за нехватки профессиональных кадров.
В Ленинграде серьёзной проблемой оставались периодические вспышки эпидемий, в основном гриппа и туберкулёза, разносчиками часто выступали приезжавшие на временные заработки выходцы из села. Тем не менее в Ленинграде шло активное санитарное просвещение, призванное продвигать медицинскую профилактику. Здравоохранение сталкивалось с дефицитом профессиональных кадров, что например не позволяло воплощать планы по массовой вакцинации детей.
В сложившейся ситуации власти начали обвинять в «неправильном» происхождении врачей, так как к началу 1930-х годов половина работавших в Ленинграде врачей имела дореволюционное образование, среди врачей было мало идейных коммунистов, по этой причине врачи становились излюбленной целью сталинских репрессий, на это влияла личная ненависть Сталина к врачам, считавшего их потенциальными шпионами и врагами режима. Старых врачей стремились заменить молодыми кадрами рабоче-крестьянского происхождения, но в условиях поверхностного медицинского образования новые кадры выделялись своей непрофессиональностью и не были способны перенять обязанности старых врачей. Профессиональное обучение фельдшеров и медсестёр началось лишь в конце 1940-х годов. Массовые репрессии против врачей развернулись в середине 1930-х годов, особенно преследовались врачи еврейского, немецкого и польского происхождения. По мере ухудшения кризиса в здравоохранении усиливались и репрессии против врачей, это провоцировало дальнейшею деградацию и рост хаоса в здравоохранении.

### Преступность и пьянство
Государство стремилось усиленно установить общественный порядок на улице, уровень преступности был высоким и не снизился со времён сворачивания НЭПа, однако сменился характер преступлений, большая их часть совершалась на бытовой почве, организованная преступность почти исчезла. Серьёзной проблемой для города оставались уличные хулиганы. Запрет абортов в 1936 году привёл к волне детоубийств. На преступность и пьянство людей толкали бедность, низкие зарплаты, тяжёлые жилищные условия, дефицит товаров и репрессии.

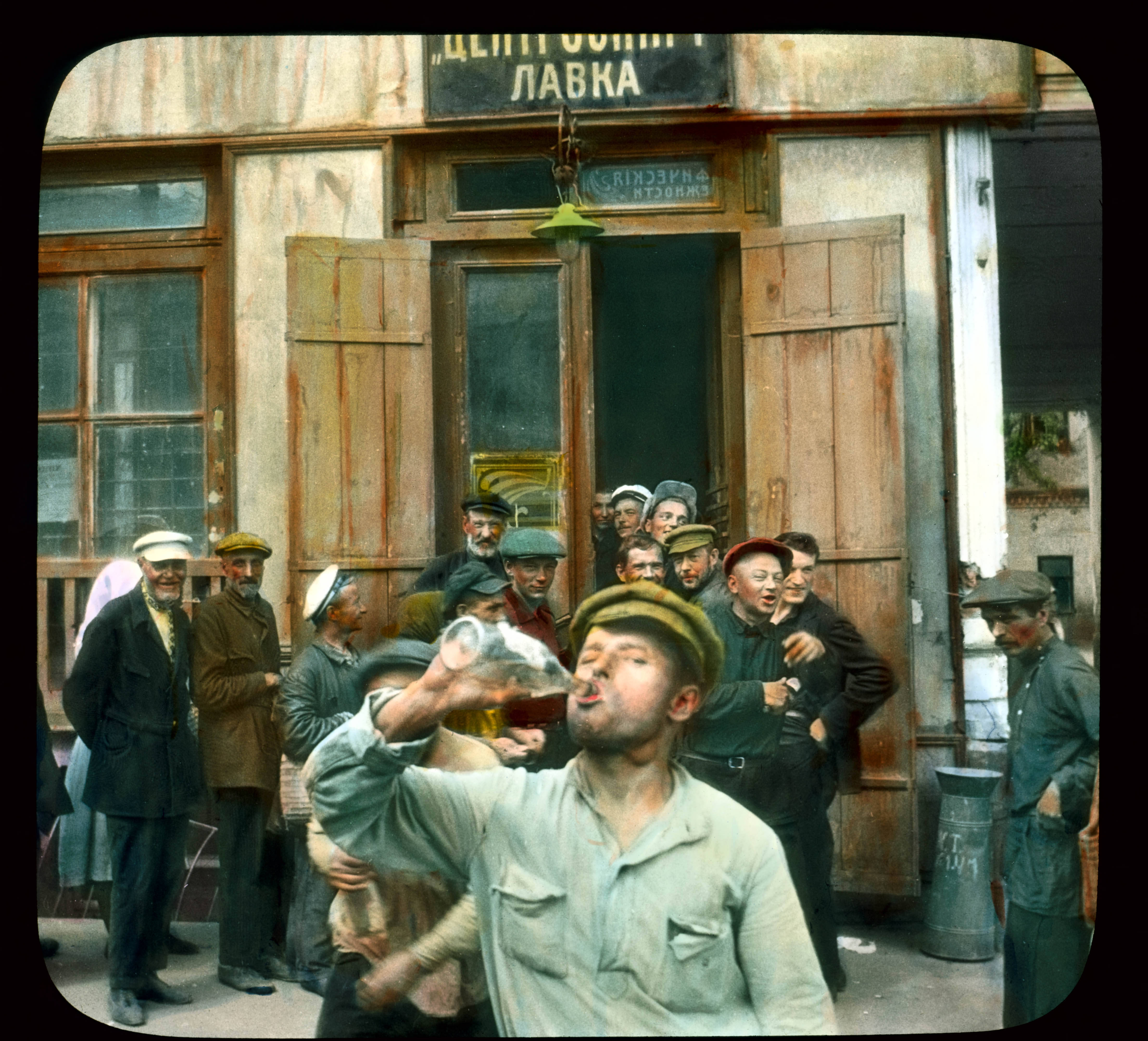
Разгул у пивной лавки, 1931 год, Невский проспект

Ленинград столкнулся с беспрецедентным всплеском преступности в годы Финской войны, когда в Ленинград прибыло множество уголовников. Люди боялись выходить на улицы ночью и они пустели. Горожан массово грабили, насиловали, резали бритвами. Ситуация оказалась настолько бесконтрольной, что в последний месяц финской войны в Ленинграде объявили военный режим, разбойников и подозреваемых массово отлавливали и расстреливали на месте.
Сталинский послевоенный период был самым неблагоприятным с точки зрения преступности, что было спровоцировано общим обнищанием, обилием оружия у населения и коллективной травмой, принесённой войной. Преступниками массово становились выжившие ветераны, не сумевшие перестроиться в условиях мирного существования. Борьба с преступностью велась с помощью жестоких карательных мер, чистки среди разбойников проводились зачастую внесудебными органами НКВД-МВД, часто жертвами таких чисток становились невиновные люди.
Пьянство оставалось серьёзной проблемой в Ленинграде, также существовали завуалированные формы наркомании. Советское руководство, имея неплохие доходы с продажи алкоголя, поощряло его употребление. При этом наркоманы и алкоголики объявлялись врагами социализма. Алкоголизм оставался существенной проблемой, начиная с 1926 года употребление алкоголя неуклонно возрастало. Алкоголь вопреки запрету могли продавать в магазинах детям. Центрами пьянок становились столовые, буфеты и рестораны, где свободно продавался алкоголь. Алкоголизм был особенно распространён в общежитиях при фабриках, где жилищные условия были хуже, чем в коммунальных квартирах.
На фоне алкоголизации уменьшалось количество наркоманов, хотя они продолжали существовать, самыми популярными веществами были героин, кокаин, атропин и морфий. Наркотические вещества, как лекарственные средства в ранний сталинский период ещё продавались в аптеках, от чего наркоманы могли грабить аптеки. Тем не менее государство устанавливало всё более жёсткий контроль над наркотиками, торговля психоактивными веществами была объявлена вне закона.

### Экономическая преступность
В Ленинграде была распространена коррупция, после войны она приобрела системный характер. В коррупцию была вовлечена большая часть хозяйственной и партийной номенклатуры. Самой распространённой коррупционной формой было «самоснабжение», когда начальники обеспечивали себя льготами и привилегиями, не предназначенными им по праву. Самоснабжением занималась большая часть руководства заводов. Работники же часто жили в условиях отсутствия нормальных социально-бытовых условий и не получали продовольствия, распределявшиеся между начальниками. Практиковалось массовое взяточничество, оно позволяло обходить бюрократические препоны.
В коррупции были задействованы партийные чиновники, получавшие за символические цены дефицитные товары, транспорт, стройматериалы для строительства собственных дач и рабочую силу в качестве прислуги. В обмен они обеспечивали защиту представителям хозяйственных органов в совершении коррупционных схем.
Массово разворовывались средства и товары, предназначенные для социального обеспечения, пособий, выплат ветеранам, инвалидам, детям. Большинство предприятий торговли, производства и снабжения через многочисленные коррупционные схемы фактически превращались предприятия самоснабжения, действовавшие для удовлетворения интересов сотрудников и руководителей. Шли массовые хищения продукции, зарплата «мёртвым душам».
Сотрудники не желавшие учувствовать в преступных схемах и даже занимавшие высшие посты начальники выдавливались и изгонялись. Коррупционные схемы по хищениям продукции существовали под прямым протекторатом партийных чиновников. Органы милиции при наличии эффективной системы наблюдения как правило знали о всех существующих коррупционных схемах, но также обеспечивали защиту в обмен на взятки, чтобы создавать видимость борьбы с коррупцией, периодически устраивались показательные разоблачения и наказания лиц, уличённых в массовой коррупции, однако это не меняло общую ситуацию. Чаще всего под предлогом обвинения в коррупции крылось закулисное политическое преследование.